# 7. Juli
Der 7. Juli ist der 188. Tag des gregorianischen Kalenders (der 189. in Schaltjahren), somit bleiben 177 Tage bis zum Jahresende.

## Ereignisse

### Politik und Weltgeschehen
- 1456: Das Urteil über die Rehabilitation Jeanne d’Arcs wird in der Kathedrale Notre-Dame de Paris verkündet.
- 1659: Bei Konotop bringt das vereinte ukrainisch-polnisch-krimtatarische Heer unter Iwan Wyhowskyj den Truppen Moskaus eine Niederlage bei.
- 1770: Nach der dreitägigen Seeschlacht von Çeşme im Fünften Russisch-Türkischen Krieg ist die Vernichtung der osmanischen Flotte durch die Russen so gut wie abgeschlossen. In der Nacht zum 8. Juli klingen letzte kleinere Kämpfe aus.
- 1777: Nach der Einnahme von Fort Ticonderoga am Vortag greifen die Briten die Nachhut der Amerikaner an und besiegen sie in der Schlacht von Hubbardton.
- 1798: Zwischen den USA und Frankreich bricht der Quasi-Krieg aus.
- 1807: Der Frieden von Tilsit zwischen Frankreich und Russland beendet den Vierten Koalitionskrieg zwischen beiden Ländern.
- 1814: Acht Jahre nach der Abtretung an Bayern wird Vorarlberg wieder mit dem Kaisertum Österreich vereinigt.
- 1846: Die Vereinigten Staaten annektieren im Zuge des Mexikanisch-Amerikanischen Krieges Kalifornien.

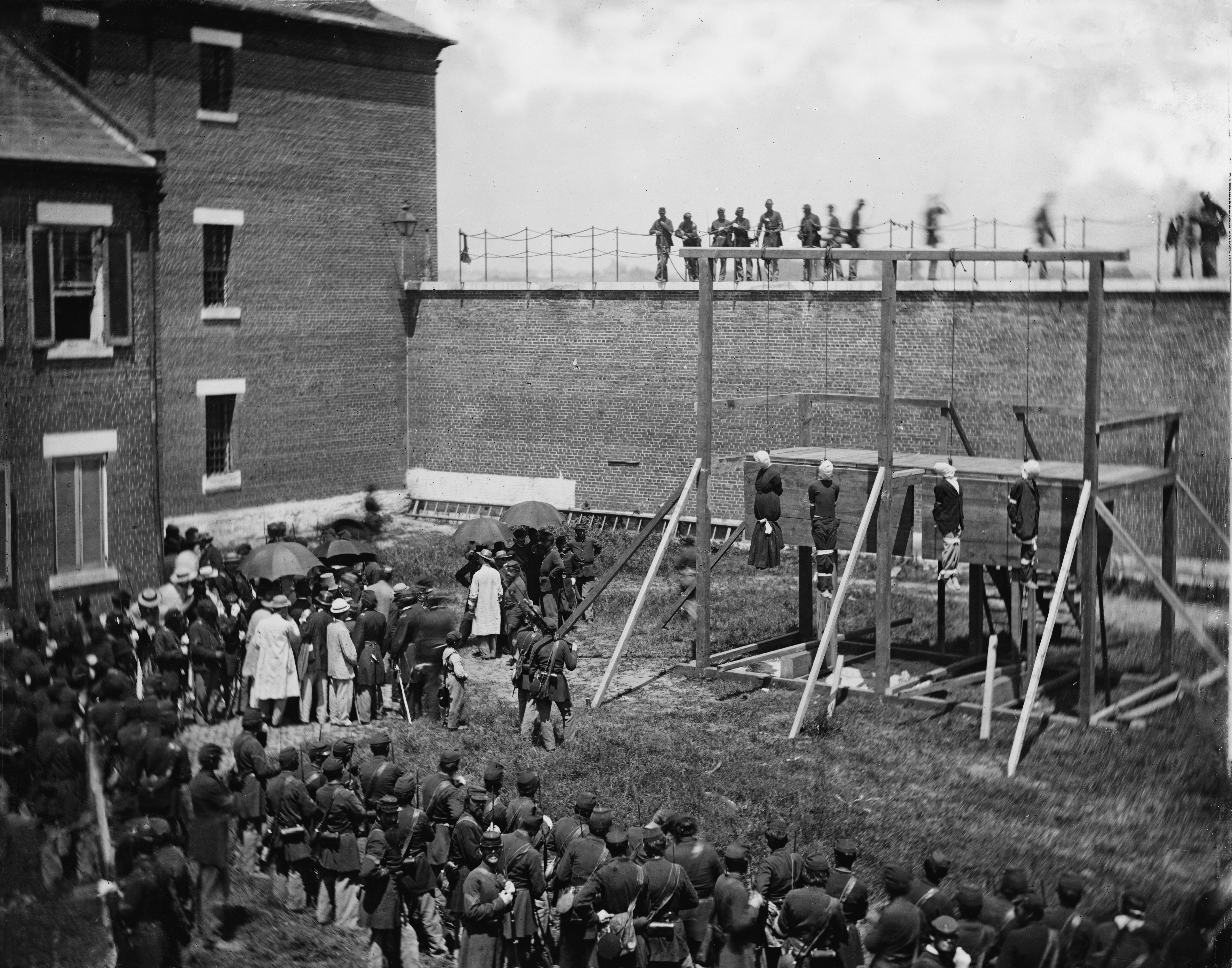
1865: Hinrichtung der Lincoln-Verschwörer

- 1865: Mary Surratt, Lewis Powell, David Herold und George Atzerodt, die ein Militärgericht in einer kurzen Verhandlung der Mitverschwörung mit John Wilkes Booth beim Attentat auf Präsident Abraham Lincoln für schuldig befunden hat, werden gehängt. Surratt ist die erste Frau, die von einer Bundesbehörde hingerichtet wird.

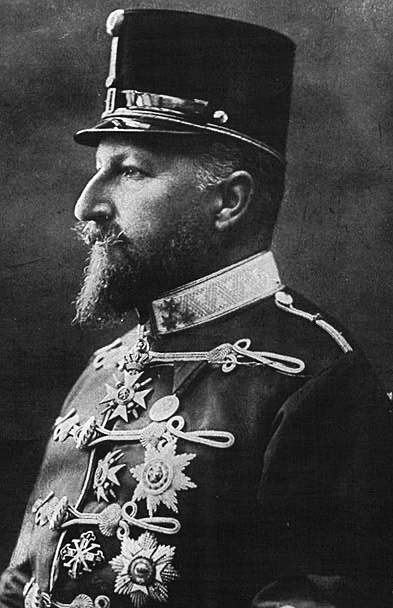
1887: Ferdinand I. von Bulgarien

- 1887: Ferdinand von Sachsen-Coburg-Gotha-Koháry wird Fürst von Bulgarien, das zu diesem Zeitpunkt noch dem Osmanischen Reich untersteht. Die formelle Anerkennung durch die europäischen Großmächte erlangt er erst 1896.
- 1892: Auf den Philippinen wird der Geheimbund Katipunan zum Kampf gegen die spanische Kolonialherrschaft gegründet.
- 1898: Die USA beschließen in einer gemeinsamen Erklärung von Senat und Repräsentantenhaus, Hawaii zu annektieren und zu einem Territorium zu machen. Das Hawaii-Territorium besteht bis zum 21. August 1959.
- 1906: Österreich-Ungarn erhebt ein Import- und Transitverbot für Vieh, Geflügel oder Agrarprodukte aus Serbien. Der vom Zoll geführte Schweinekrieg soll das benachbarte Königreich durch wirtschaftliche Schwächung politisch unter Druck setzen.

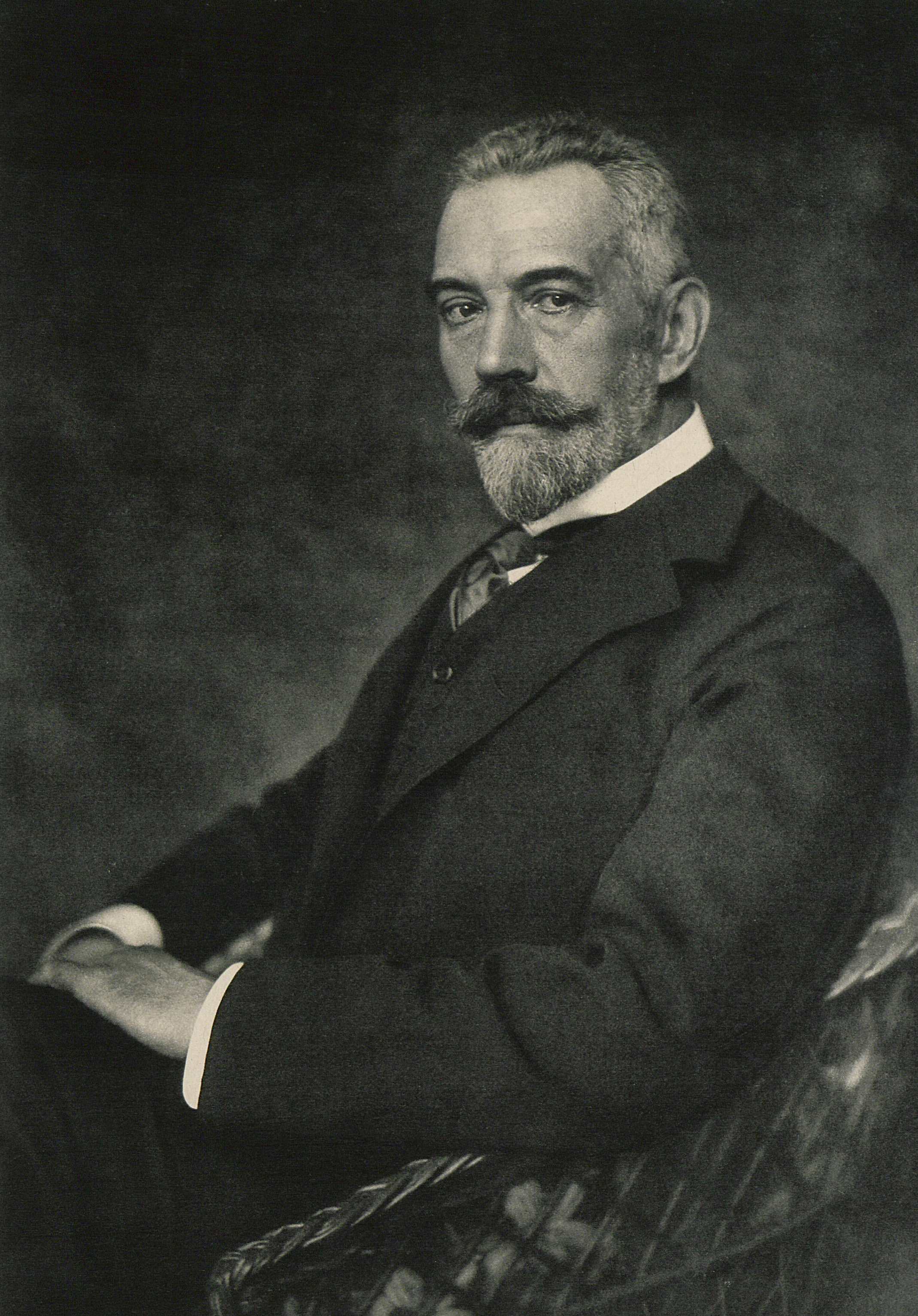
1909: Theobald von Bethmann Hollweg

- 1909: Kaiser Wilhelm II. beruft Theobald von Bethmann Hollweg als Nachfolger des zurückgetretenen Bernhard von Bülow zum Reichskanzler des Deutschen Reichs.
- 1915: Die Erste Isonzoschlacht während des Ersten Weltkriegs endet ohne Entscheidung.
- 1927: Der deutsche Reichstag verabschiedet das Gesetz über Arbeitsvermittlung und Arbeitslosenversicherung.
- 1937: Der Zwischenfall an der Marco-Polo-Brücke löst den Zweiten Japanisch-Chinesischen Krieg aus. In der Folge besetzt Japan ganz Ost-China.
- 1944: Ein schwerer amerikanischer Luftangriff trifft Leipzig.
- 1950: In Südafrika wird mit der Umsetzung des Population Registration Act begonnen. Das Gesetz definiert die Bevölkerungsgruppen „white, coloured und native“ und ist eine Stütze der Apartheidspolitik.[1]
- 1956: Das Wehrpflichtgesetz wird durch den Deutschen Bundestag verabschiedet.
- 1976: In West-Berlin wird das erste deutsche Frauenhaus eröffnet.

1978: Flagge der Salomonen

- 1978: Die Salomonen erlangen ihre Unabhängigkeit von Großbritannien.
- 1991: Die Brioni-Deklaration beendet den 10-Tage-Krieg. Auf Vorschlag der EG erfolgt eine vorläufige Aussetzung der slowenischen und kroatischen Unabhängigkeit für drei Monate. In der gewonnenen Zeit sollte eine friedliche Lösung der Jugoslawienkrise verhandelt werden.
- 1994: Aden, die Hauptstadt von Südjemen, wird von Truppen aus dem Nordjemen besetzt. Damit ist der Jemen wiedervereinigt.
- 1997: Bei Demonstrationen in Nairobi, Kenia, die den Rücktritt von Staatspräsident Daniel arap Moi fordern, kommt es zu blutigen Zusammenstößen.
- 1999: Vaira Vīķe-Freiberga wird als Nachfolgerin von Guntis Ulmanis lettische Präsidentin. Sie ist das erste weibliche Staatsoberhaupt des Landes.

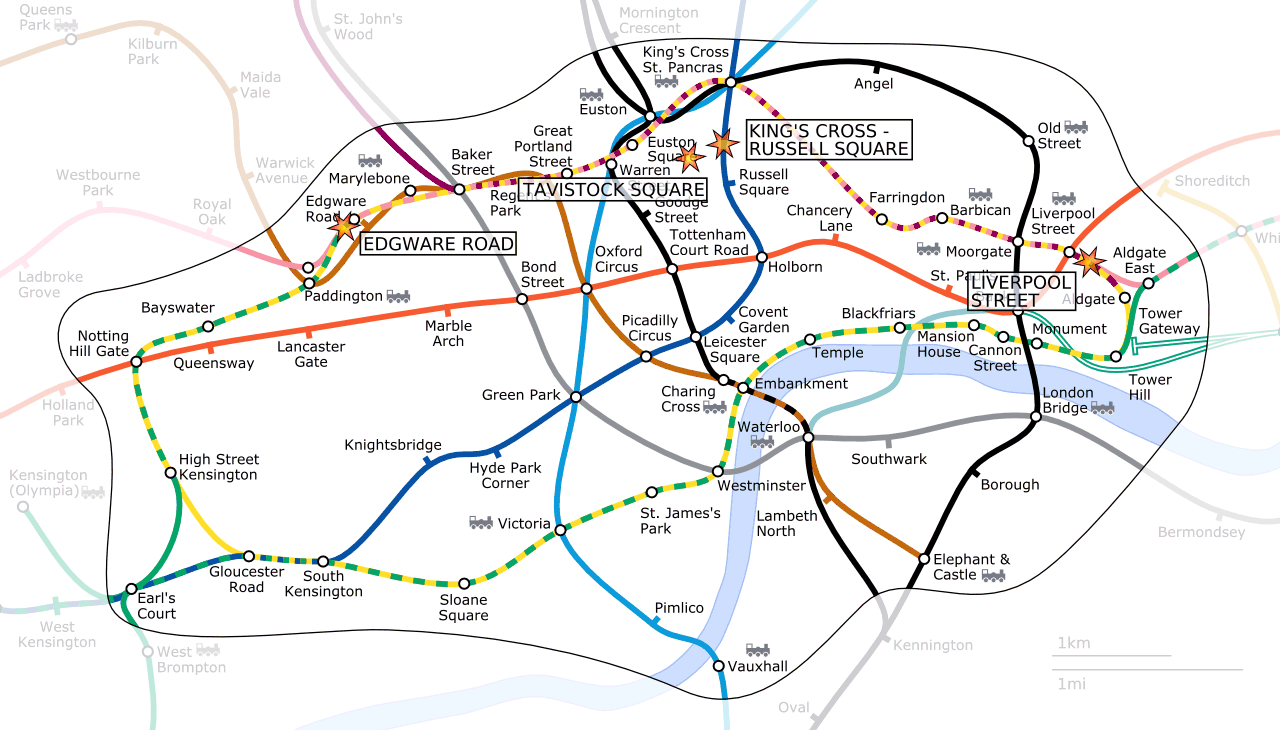
2005: Orte der Londoner Anschläge

- 2005: Vier Terroristen zünden Sprengsätze in der Londoner U-Bahn nahe den Stationen Edgware Road, Liverpool Street, zwischen King’s Cross St. Pancras und Russell Square sowie in einem Bus. Bei dem Anschlag kommen 56 Menschen ums Leben, über 700 werden verletzt.
- 2011: Die Stadt Braunau hebt Adolf Hitlers Ehrenbürgerwürde auf.
- 2017: Der G20-Gipfel in Hamburg der Gruppe der zwanzig wichtigsten Industrie- und Schwellenländer (G20) mit Fokus auf Freihandel und Umweltprobleme beginnt in Hamburg. Es wird von schweren Gewalttaten in der Innenstadt begleitet.

### Wirtschaft

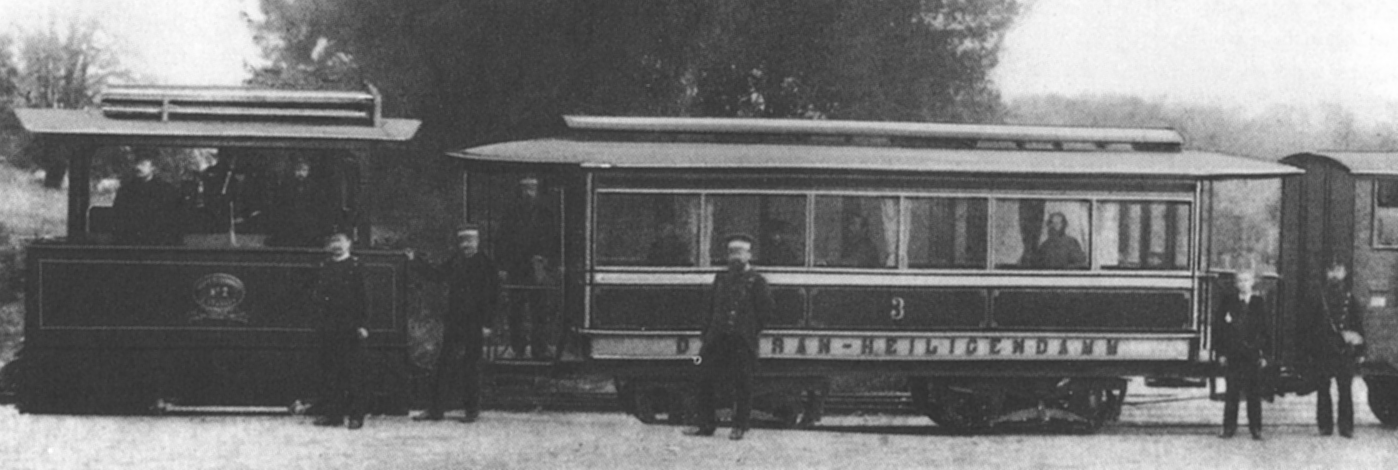
1886: Doberan-Heiligendammer-Eisenbahn

- 1886: Zwischen Bad Doberan und Heiligendamm nimmt die Doberan-Heiligendammer-Eisenbahn als Dampfstraßenbahn ihren Verkehr auf.
- 1953: Die neu gegründete Bundesanstalt für Flugsicherung übernimmt im Westteil Deutschlands die zivile Flugsicherung.
- 1981: Der Europäische Gerichtshof urteilt, dass abgabenfreie Einkäufe auf Butterfahrten in der Nord- und Ostsee mit EWG-Recht unvereinbar seien.
- 1990: Der Geschäftsmann Bernard Tapie erwirbt für 1,6 Milliarden Französische Francs 80 Prozent der Anteile am Sportartikelhersteller adidas von der Familie Dassler.

### Wissenschaft und Technik

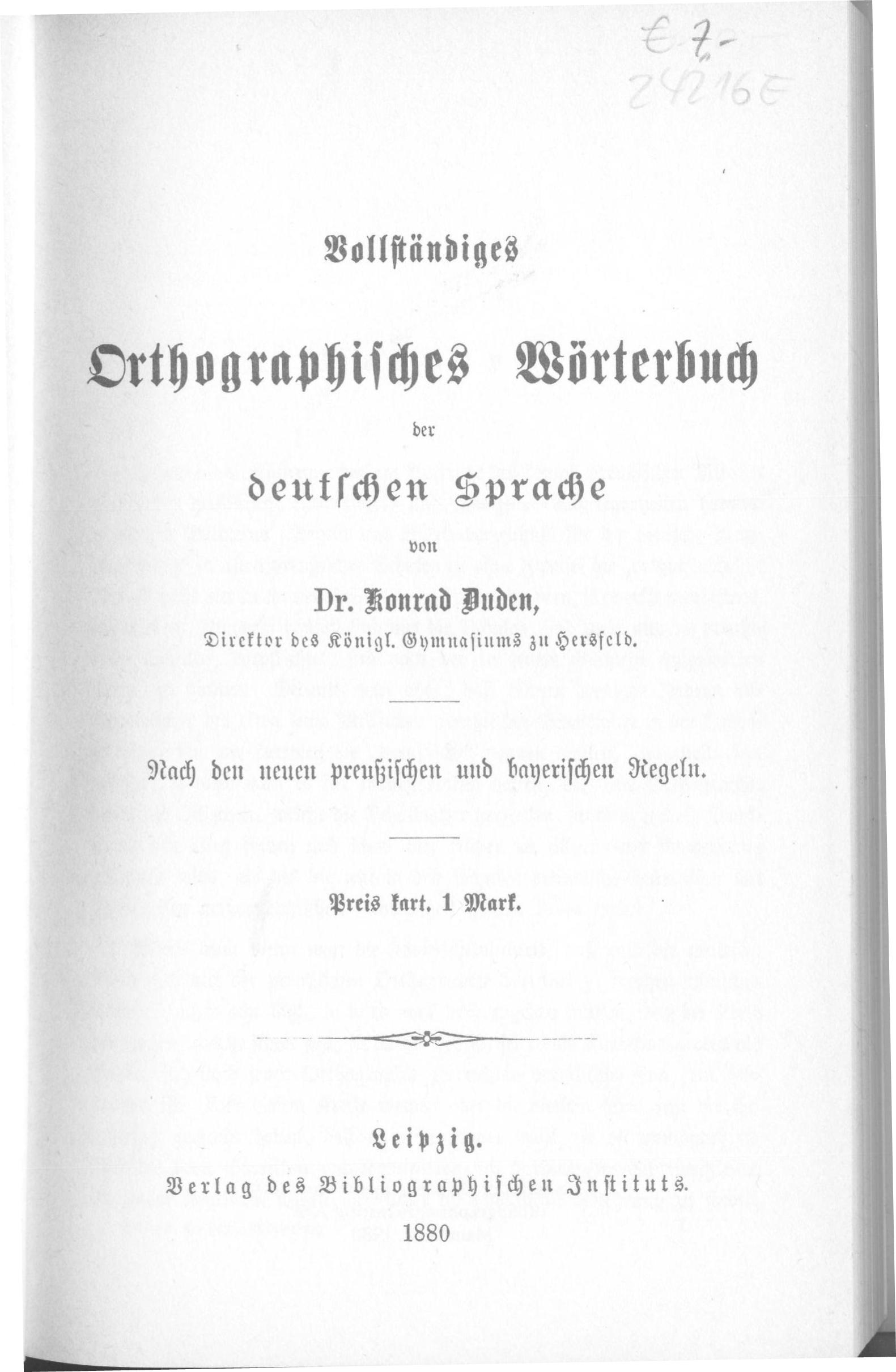
1880: Orthographisches Wörterbuch

- 1880: Konrad Dudens Vollständiges Orthographisches Wörterbuch der deutschen Sprache erscheint im Verlag Bibliographisches Institut in Leipzig.
- 1926: Die ersten Exemplare des Sternmotors Wright J-5, den später Charles Lindbergh für seinen Transatlantikflug einsetzen wird, werden an die US Navy ausgeliefert.
- 1946: Howard Hughes stürzt mit der von ihm konstruierten Hughes XF-11 ab. Er überlebt schwerstverletzt und erholt sich nie wieder vollständig.
- 1967: In Marburg wird die Deutsche Gesellschaft für Immunologie gegründet.
- 2001: Der erste Schmid Peoplemover wird in Pfullingen eingeweiht. Damit können Menschen in einer Kabine die Bundesstraße überqueren.
- 2003: Die NASA-Raumsonde mit dem Mars-Rover Opportunity wird gestartet.

### Kultur

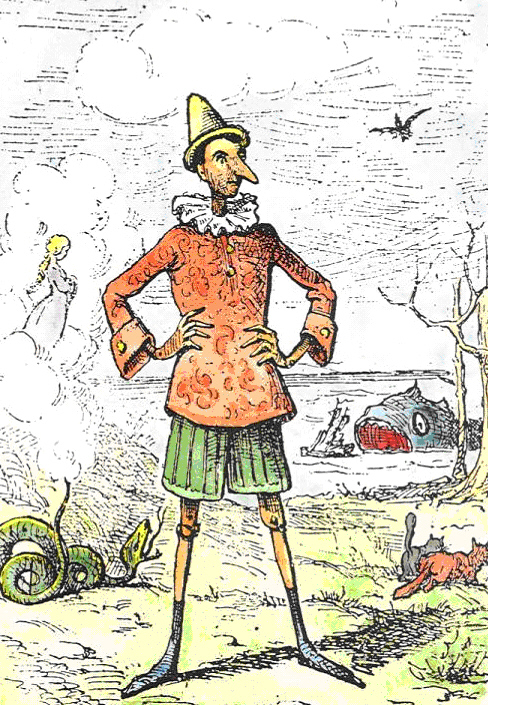
1881: Pinocchio

- 1881: In Rom erscheint die erste Geschichte über Die Abenteuer des Pinocchio, verfasst von Carlo Collodi.
- 1939: In Paris hat Jean Renoirs Film Die Spielregel seine Uraufführung.
- 1961: Der Pariser Verlag Gallimard bringt Raymond Queneaus Buch Hunderttausend Milliarden Gedichte heraus. Das Lesen aller Kombinationen erfordert eine Lebenszeit von mehreren Millionen Jahren.
- 1989: Die Fantastischen Vier haben ihren ersten Liveauftritt in einem ehemaligen Kindergarten auf einer selbst gebauten Bühne aus Euro-Paletten.
- 2007: In insgesamt neun Metropolen der Erde findet das bisher größte Konzertereignis aller Zeiten unter dem Namen Live Earth statt, mit dem der ehemalige US-Vizepräsident und jetzige Umweltaktivist Al Gore zum Klimaschutz aufrufen will. In den neun Großstädten spielen insgesamt 150 Künstler über 24 Stunden lang Musik.

### Religion
- 1136: Papst Innozenz II. unterzeichnet in Pisa die Bulle Ex commisso nobis, in der er Bistumsangelegenheiten auf polnischem Gebiet regelt. Mit dem Erwähnen von fast 400 polnischen Namen und Ortschaften ist diese Bulle von Gnesen der älteste Beleg zur polnischen Sprache und Schrift.
- 1438: In der Pragmatischen Sanktion von Bourges schränkt Frankreichs König Karl VII. die Befugnisse des Papstes über die französische Kirche ein.
- 1585: König Heinrich III. hebt alle Freiheiten der Hugenotten im Vertrag von Nemours mit der katholischen Seite auf.
- 1867: Papst Pius IX. spricht den portugiesischen Jesuiten und Missionar Diogo Carvalho selig.
- 2007: Papst Benedikt XVI. verfügt das Motu proprio Summorum Pontificum, das am 14. September in Kraft tritt und in dem die Feier der Liturgie nach dem Tridentinischen Ritus wieder allgemein freigegeben wird.
- 2009: Papst Benedikt XVI. veröffentlicht seine Sozialenzyklika Caritas in veritate. In dieser geht er auf die aktuelle Wirtschafts- und Finanzkrise ein, die eine Chance für ein radikales Umdenken sei.

### Katastrophen
- 1987: In Herborn rast ein Tanklastzug in eine Eisdiele und löst damit den Großbrand von Herborn aus. Sechs Menschen sterben in den Flammen.
- 2003: Bei Bur Sudan stürzt der kurz zuvor gestartete Sudan-Airways-Flug 139 der Sudan Airways etwa 5 km nach der Start- und Landebahn ab. 116 Personen sterben, ein Kind überlebt.

Kleinere Unglücksfälle sind in den Unterartikeln von Katastrophe und in der Liste von Katastrophen aufgeführt.

### Sport
- 1932: Kurt Stöpel erringt als erster deutscher Radrennfahrer das Gelbe Trikot.
- 1956: Fritz Moravec, Josef Larch und Hans Willenpart gelingt die Erstbesteigung des 8.035 m hohen Gasherbrum II.
- 1967: Im Herreneinzel der Wimbledon Championships besiegt der Australier John Newcombe den Deutschen Wilhelm Bungert in drei Sätzen.

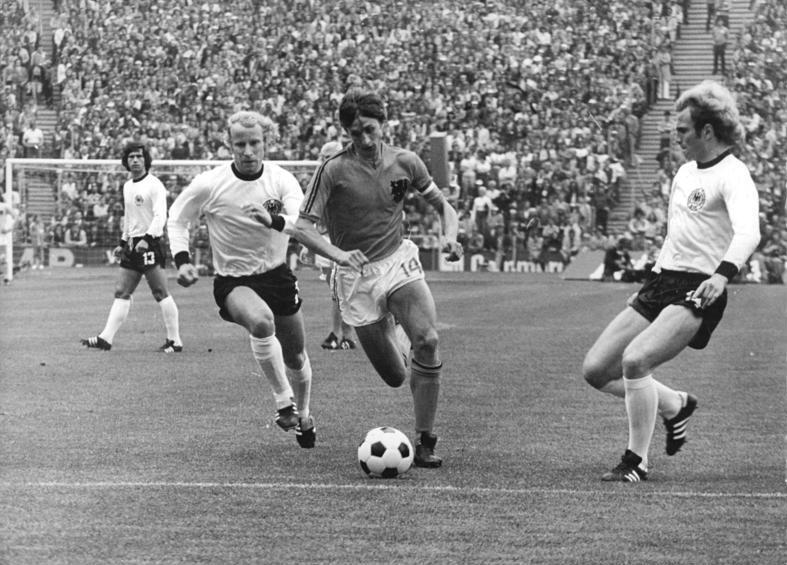
1974: Endspiel der Fußball-WM

- 1974: Deutschland wird durch einen 2:1-Sieg gegen die Niederlande im Finale der Fußball-Weltmeisterschaft 1974 zum zweiten Mal Fußballweltmeister.
- 1980: In Bloomington, USA gewinnt Larry Holmes seinen Boxkampf gegen Scott LeDoux durch technischen K.o. und verteidigt damit seinen Weltmeistertitel im Schwergewicht.
- 1985: Boris Becker siegt als erster deutscher, erster ungesetzter und jüngster Tennisspieler in Wimbledon.

Einträge von Leichtathletik-Weltrekorden befinden sich unter der jeweiligen Disziplin unter Leichtathletik.
Einträge zu Fußballweltmeisterschaftsspielen finden sich in den Unterseiten von Fußball-Weltmeisterschaft. Das Gleiche gilt für Fußball-Europameisterschaften.

## Geboren

### Vor dem 18. Jahrhundert
- 1053: Shirakawa, 72. Kaiser von Japan
- 1119: Sutoku, 75. Kaiser von Japan
- 1185: ʿAbd al-Wāhid al-Marrākuschī, islamischer Historiograph und Gelehrter
- 1207: Elisabeth von Thüringen, Heilige der katholischen und anglikanischen Kirche
- 1418: Peter II., französischer Herzog der Bretagne

- 1528: Anna, Herzogin von Bayern

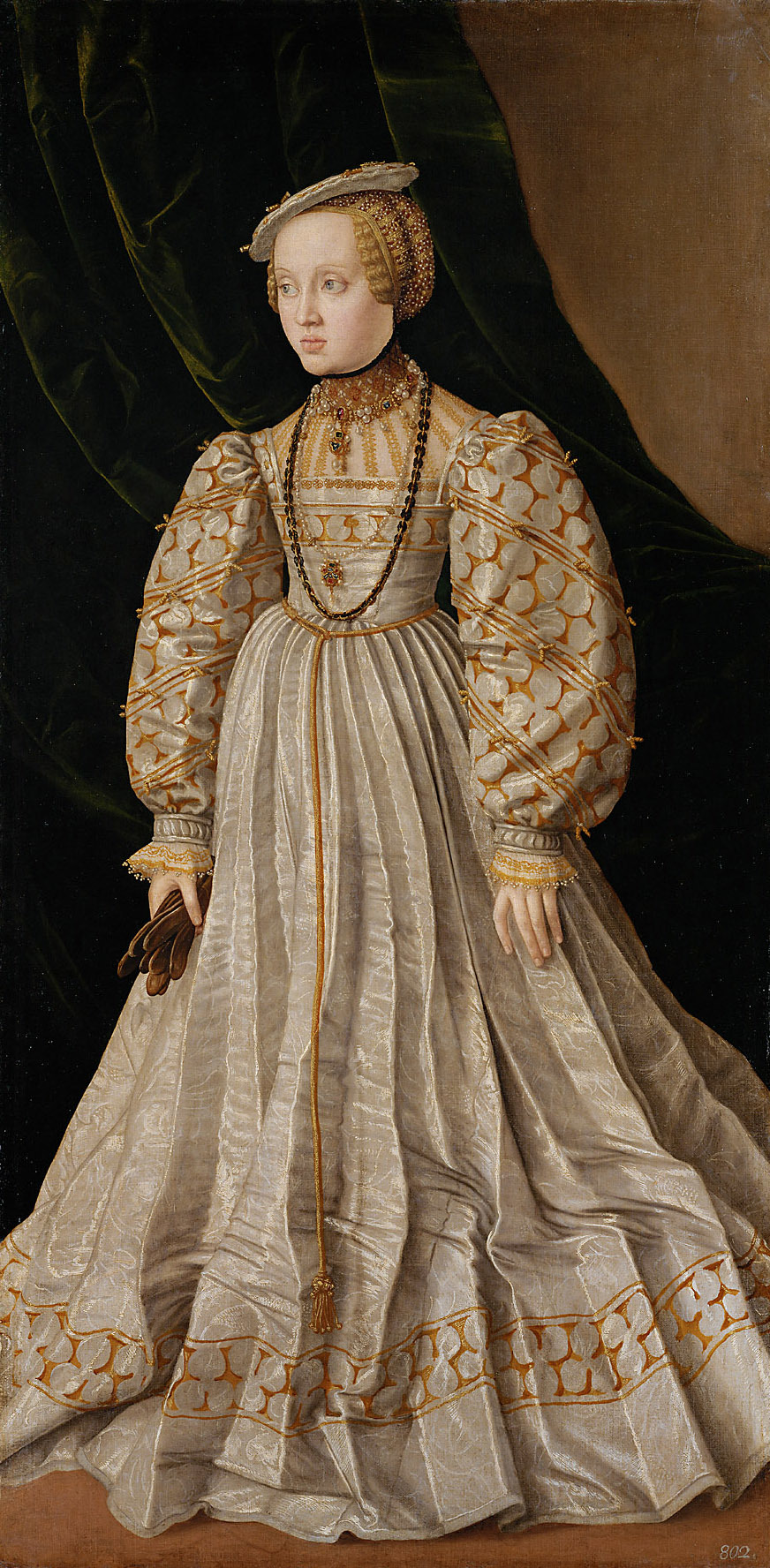
Anna von Österreich (* 1528)

- 1540: Johann Sigismund Zápolya, König von Ungarn und Fürst von Siebenbürgen
- 1577: Adolf von Tecklenburg, Graf von Tecklenburg
- 1585: Thomas Howard, 21. Earl of Arundel, englischer Adeliger
- 1588: Johann II. Freiherr von Viermund zu Neersen, deutscher General
- 1588: Wolrad IV., Graf von Waldeck
- 1599: Johann Zeisold, deutscher Physiker
- 1600: Johann Born, deutscher Rechtswissenschaftler
- 1622: René François Walther de Sluze, wallonischer Mathematiker, Kanoniker und Abt
- 1638: François Barrême, französischer Mathematiker, einer der Begründer der Buchhaltung
- 1655: Christoph Dientzenhofer, deutscher Baumeister
- 1663: Elias Hößler, deutscher Orgelbauer

### 18. Jahrhundert

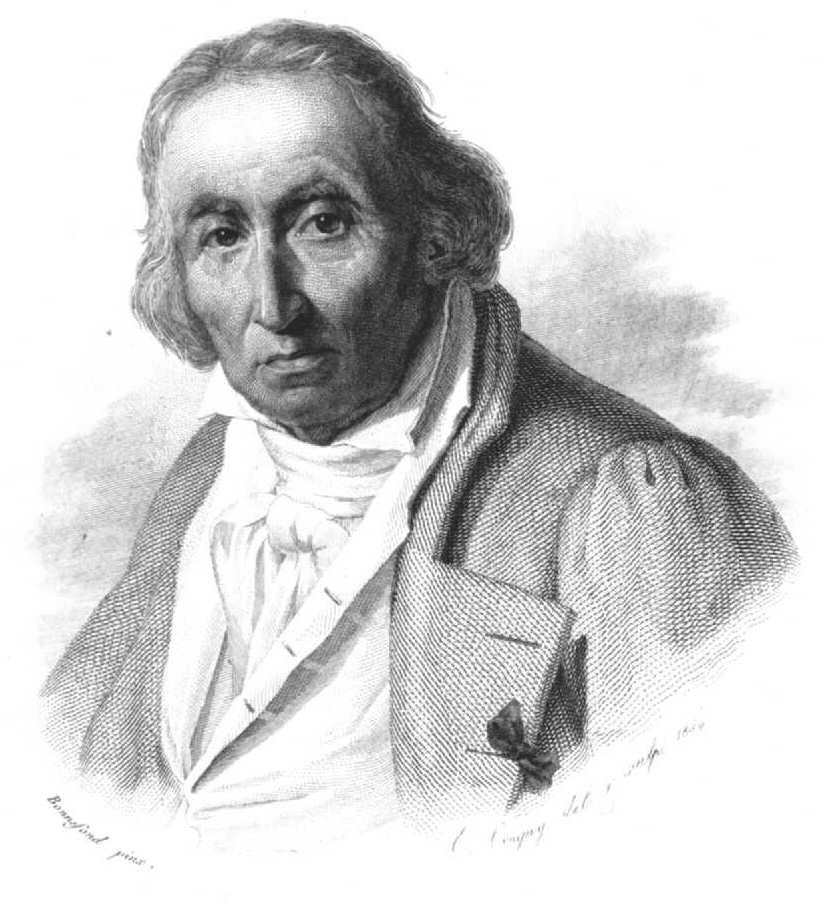
Joseph-Marie Jacquard (* 1752)

- 1702: Maximilian Hellmann, österreichischer Musiker
- 1719: Johann Karl von Herberstein, Bischof von Laibach
- 1724: Franz Adolf von Anhalt-Bernburg-Schaumburg-Hoym, preußischer General
- 1740: John Williams, US-amerikanischer Politiker und Offizier

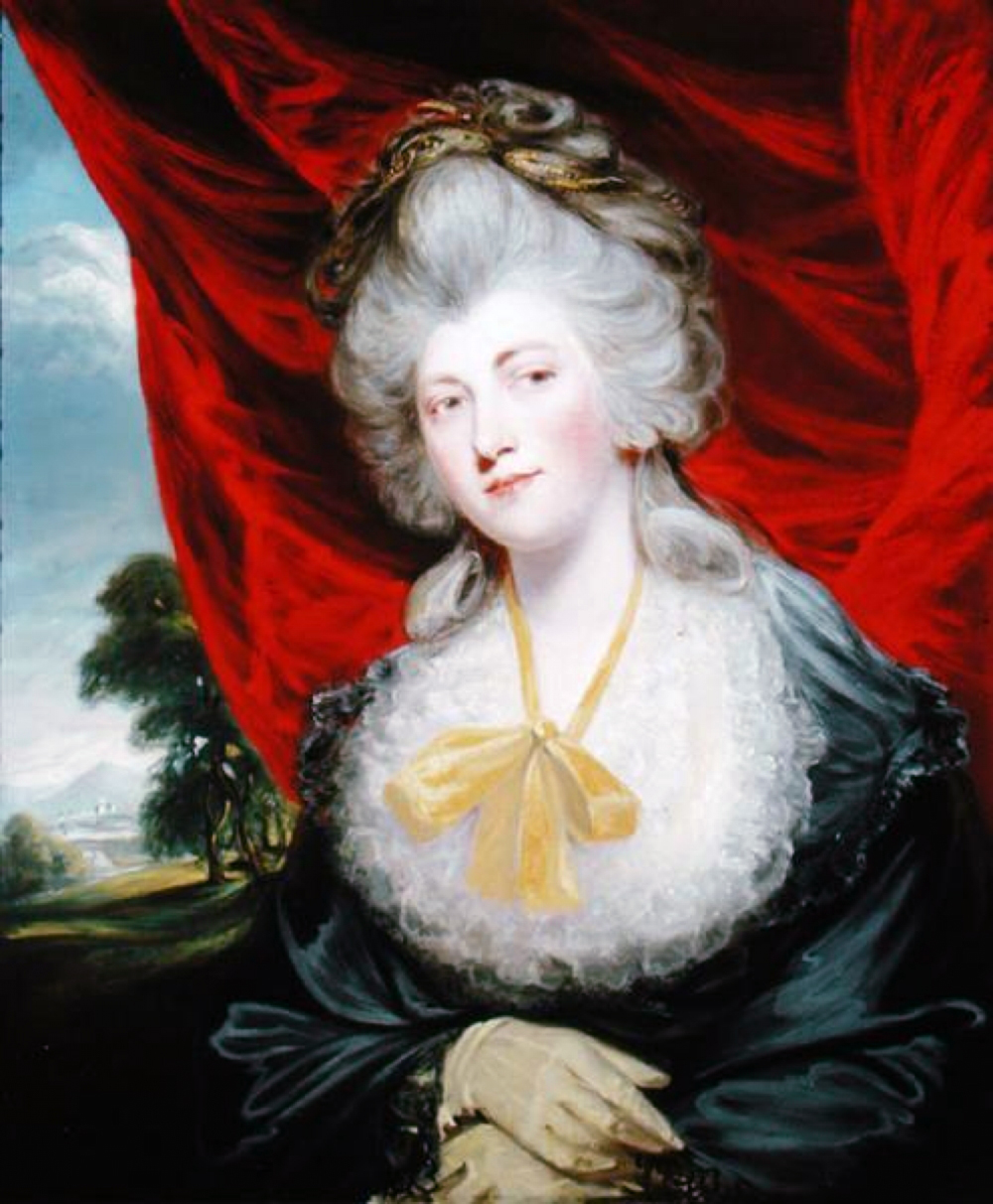
Isabella Seymour-Conwaym (* 1759)

- 1745: Eleonore von Liechtenstein, deutsche Salonière
- 1746: Ludovit Václav Lachnit, tschechischer Komponist
- 1752: Joseph-Marie Jacquard, französischer Erfinder des Jacquard-Webstuhls
- 1759: Isabella Seymour-Conway, britische Adlige und Mätresse von König George IV.
- 1762: Ludwig Wilhelm Neumann, Berliner Ehrenbürger
- 1766: Guillaume Philibert Duhesme, französischer General und Pair von Frankreich
- 1771: Miguel Ricardo de Álava, spanischer General und Diplomat
- 1771: Johann Philipp Krebs, deutscher Altphilologe
- 1785: Domenico Gilardi, Schweizer Architekt, bedeutender Vertreter des russischen Spätklassizismus
- 1792: Georg Leopold von Zangen, deutscher Jurist
- 1793: Wilhelm Birett, deutscher Buchhändler
- 1798: Helene Strack, deutsche Blumenmalerin
- 1799: Pierre-Julien Nargeot, französischer Komponist, Dirigent und Violinist

### 19. Jahrhundert

#### 1801–1850
- 1805: Victor de Tornaco, luxemburgischer Politiker

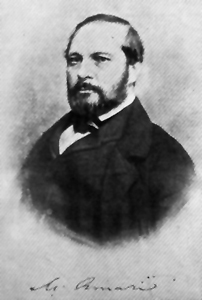
Michele Amari (* 1806)

- 1806: Michele Amari, italienischer Geschichtsforscher und Orientalist
- 1808: Philipp Wirth, deutscher Maler und Fotograf
- 1816: Rudolf Wolf, Schweizer Astronom und Mathematiker
- 1818: Edward Habich, deutscher Bierbrauer, Kunstsammler und Mäzen
- 1819: Marie Emilie Auguste Koberwein, österreichische Burgtheaterschauspielerin
- 1823: Herman Schultz, schwedischer Astronom
- 1825: Friedrich Zarncke, deutscher Germanist
- 1828: Otto Duvigneau, deutscher Kommunalpolitiker
- 1828: Umewaka Minoru I., japanischer Nōschauspieler
- 1832: Eduard Mulder, niederländischer Chemiker
- 1832: Sophie Sichart von Sichartshoff, deutsche Schriftstellerin
- 1833: Félicien Rops, belgischer Maler
- 1834: Emil Hübner, deutscher Altphilologe und Epigraphiker
- 1835: Ignacy Maciejowski, polnischer Schriftsteller, Dramatiker und Literaturkritiker
- 1837: Rudolf Auspitz, österreichischer Industrieller, Nationalökonom, Politiker und Bankier
- 1838: Felice Napoleone Canevaro, italienischer Marineoffizier und Politiker
- 1843: Camillo Golgi, italienischer Mediziner und Physiologe

#### 1851–1900

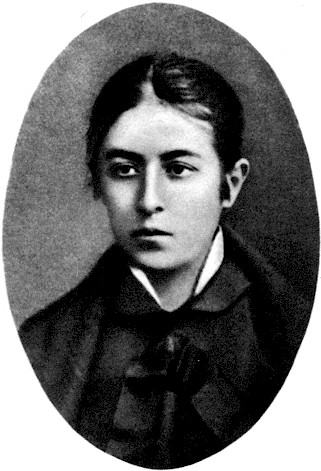
Wera Figner (* 1852)

- 1852: Wera Nikolajewna Figner, russische Revolutionärin
- 1855: Ludwig Ganghofer, deutscher Schriftsteller
- 1857: Hans Temple, österreichischer Maler

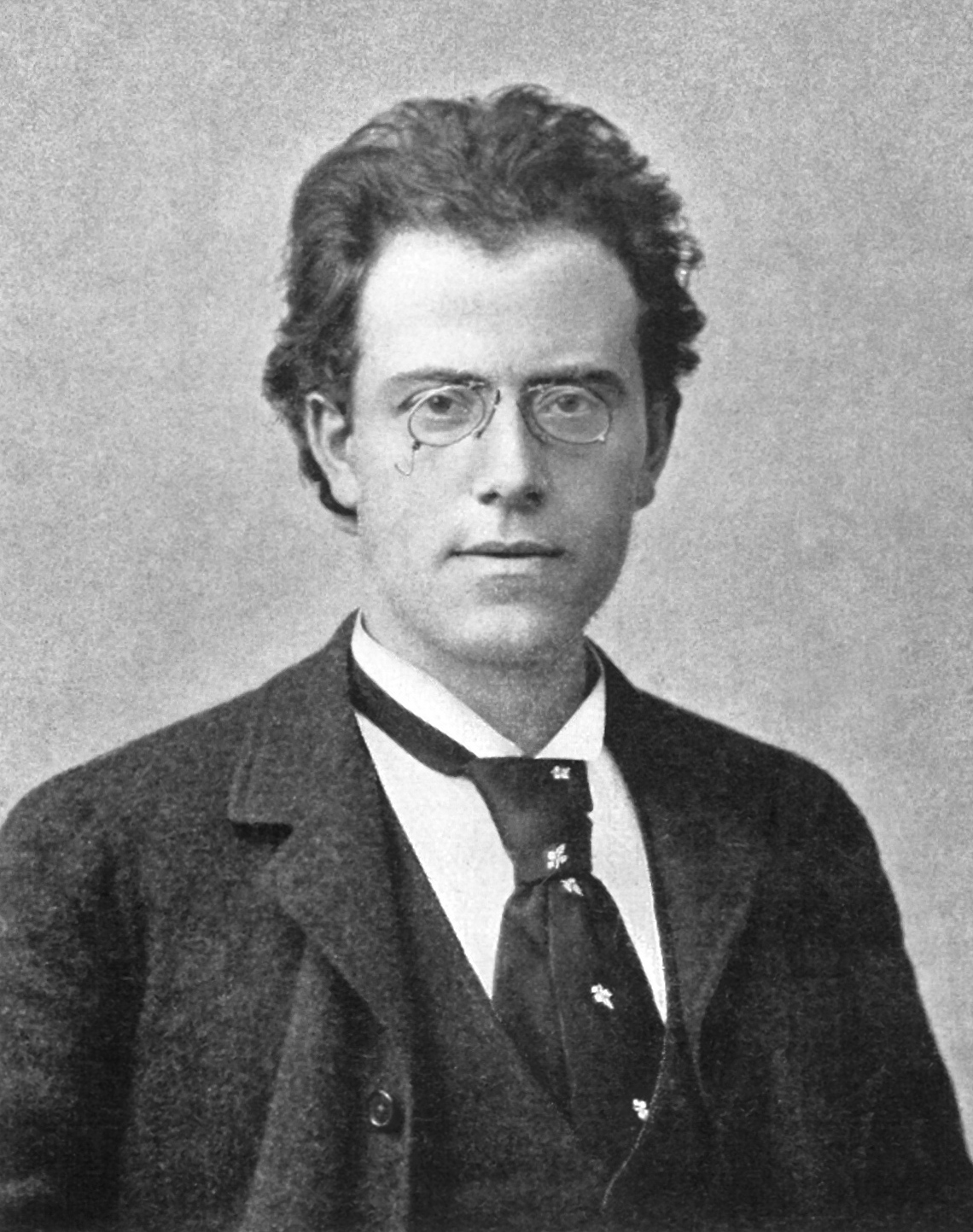
Gustav Mahler (* 1860)

- 1860: Gustav Mahler, österreichischer Dirigent und Komponist
- 1863: Marguerite Audoux, französische Romanschriftstellerin
- 1864: Hermann Marchand, deutscher Jurist und Stadtentwickler
- 1869: Hans Abt, Schweizer Jurist, Politiker und Heimatforscher
- 1869: Alois Anderle, österreichischer Schwimmer
- 1869: Grosvenor Atterbury, US-amerikanischer Architekt, Stadtplaner und Schriftsteller
- 1870: Reinhold Artmann, deutscher Politiker
- 1871: August Plüss, Schweizer Archivar und Historiker
- 1873: A. Victor Donahey, US-amerikanischer Politiker
- 1873: Sándor Ferenczi, ungarischer Psychoanalytiker
- 1873: Halvdan Koht, norwegischer Historiker und Politiker

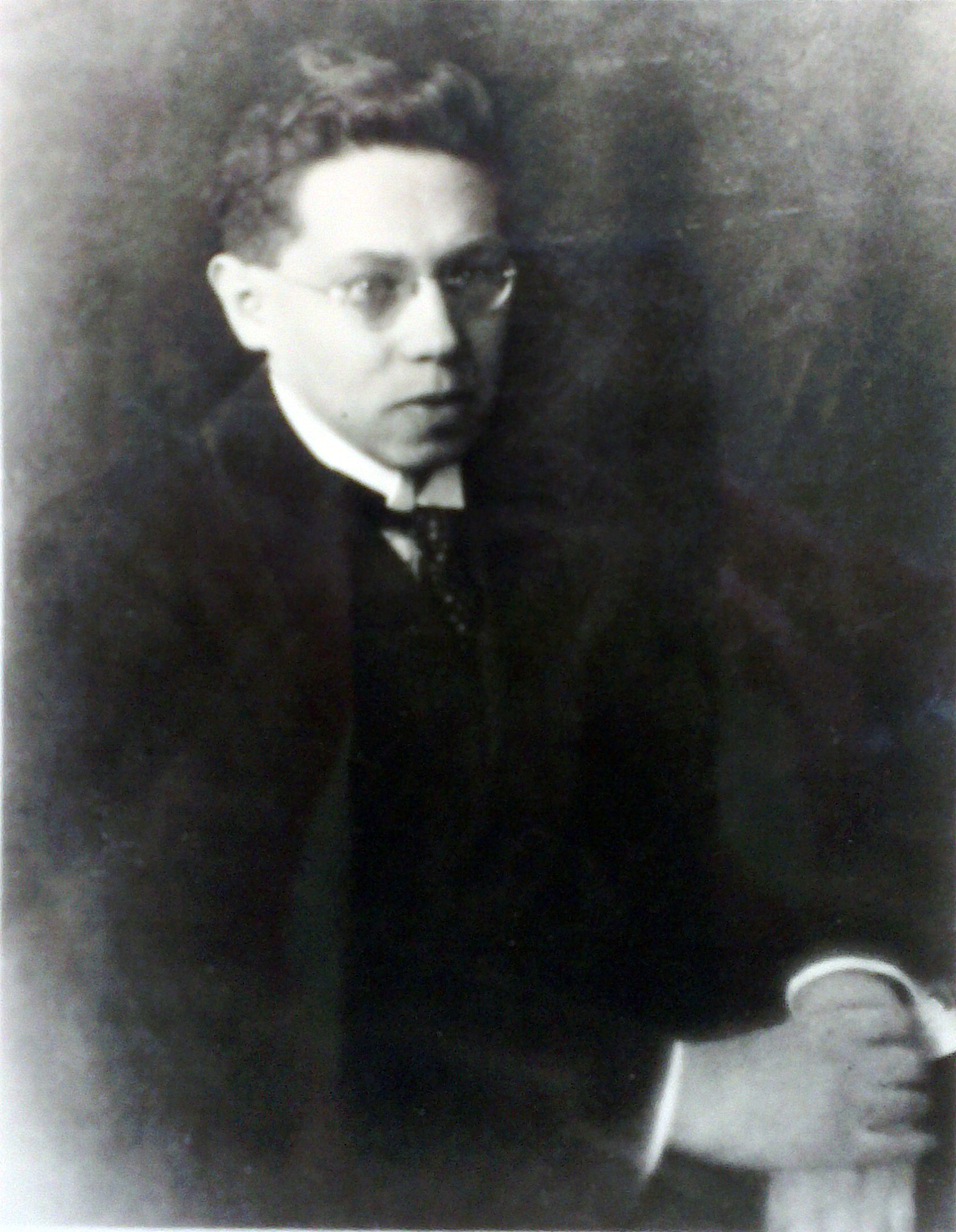
Lion Feuchtwanger (* 1884)

- 1874: Władysław Grabski, polnischer Politiker
- 1875: Antonín Vojtěch Horák, tschechischer Komponist und Dirigent
- 1876: Max Hartmann, deutscher Zoologe
- 1881: Josef Winckler, deutscher Schriftsteller
- 1882: Israel Aharoni, israelischer Zoologe
- 1882: Henri Alphonse Barnoin, französischer Maler
- 1882: Zdzisław Jachimecki, polnischer Musikwissenschaftler und -pädagoge
- 1882: Janka Kupala, belarussischer Nationaldichter, Dramatiker, Publizist und Übersetzer
- 1883: Toivo Kuula, finnischer Komponist

Grete Merrem-Nikisch (* 1987)

- 1884: Lion Feuchtwanger, deutscher Schriftsteller
- 1884: André Dunoyer de Segonzac, französischer Maler
- 1885: Ernest Farrar, britischer Komponist und Organist
- 1885: Adolph Johannes Fischer, österreichischer Maler und Schriftsteller
- 1887: Grete Merrem-Nikisch, deutsche Sopranistin
- 1889: Martin Punitzer, deutscher Architekt
- 1889: Otto Salomon, deutscher Schriftsteller und Verleger
- 1890: Oskar Regele, österreichischer Militärhistoriker
- 1891: Johann Astl, österreichischer Politiker
- 1891: Franco Giongo, italienischer Leichtathlet
- 1892: Pawel Dmitrijewitsch Korin, russischer Maler
- 1892: Carlos Villarias, spanisch-US-amerikanischer Schauspieler
- 1893: Miroslav Krleža, kroatischer Schriftsteller und Enzyklopädist
- 1894: Armin Jeker, Schweizer Beamter
- 1894: Frank King, britischer Automobilrennfahrer
- 1895: William Borm, deutscher Politiker und Spion
- 1895: Otto Ziegler, deutscher Politiker
- 1896: Albin Lesky, österreichischer Altphilologe
- 1896: Kathleen Long, englische Pianistin und Musikpädagogin
- 1898: Edward Curtiss, US-amerikanischer Filmeditor
- 1898: Germaine Malépart, kanadische Pianistin und Musikpädagogin
- 1899: George Cukor, US-amerikanischer Filmregisseur
- 1900: Conrad Fink, deutscher Politiker, MdB
- 1900ː Elisabeth Lange, deutsche Widerstandskämpferin gegen den Nationalsozialismus

### 20. Jahrhundert

#### 1901–1925

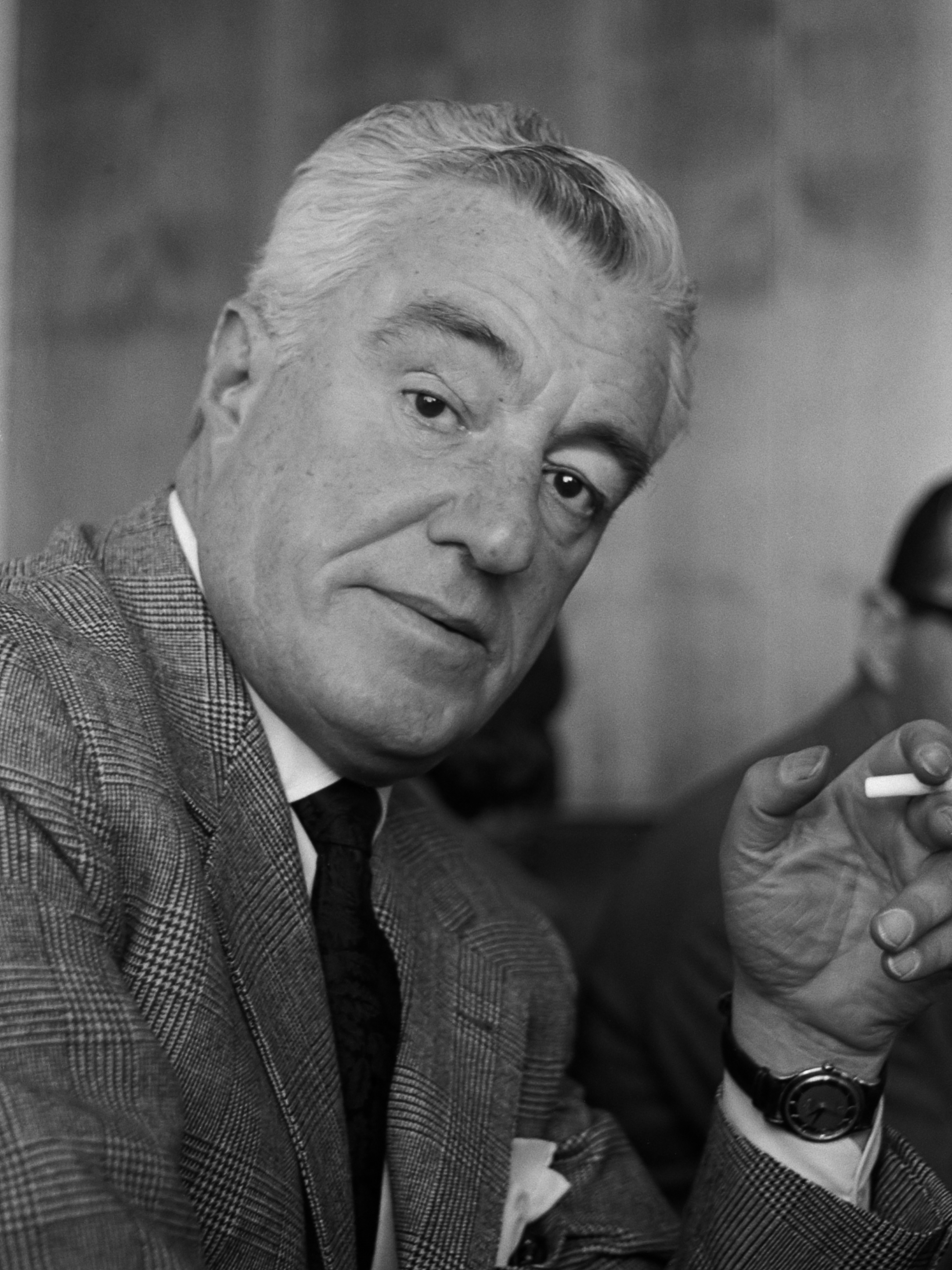
Vittorio De Sica (* 1901)

- 1901: Vittorio De Sica, italienischer Schauspieler und Regisseur
- 1901: Gustav Knuth, deutscher Schauspieler
- 1902: Ted Radcliffe, US-amerikanischer Baseballspieler
- 1905: Marie-Louise Dubreil-Jacotin, französische Mathematikerin
- 1905: Hans-Joachim von Merkatz, deutscher Politiker und Bundesminister
- 1905: Marcel Rubin, österreichischer Komponist, Musikkritiker und Musikfunktionär
- 1906: William Feller, US-amerikanischer Mathematiker und Wahrscheinlichkeitstheoretiker
- 1906: Anton Karas, österreichischer Komponist und Zitherspieler
- 1907: Robert A. Heinlein, US-amerikanischer Science-Fiction-Schriftsteller
- 1907: Kurt Krjeńc, sorbischer Kommunist, DDR-Volkskammerabgeordneter, Domowina-Vorsitzender
- 1908: Revilo Pendleton Oliver, US-amerikanischer Professor für Klassische Philologie, Spanisch und Italienisch
- 1908: Edgar Weil, deutscher Germanist, Dramaturg und Kaufmann
- 1908: Bernhard Wensch, deutscher katholischer Priester, Gegner und Opfer des Nationalsozialismus
- 1909: Gottfried von Cramm, deutscher Tennisspieler
- 1910: Vito Castorina, italienischer Komponist, Dirigent und Musikpädagoge
- 1911: Jesse Carver, englischer Fußballspieler und -trainer
- 1911: Ernst Klett, deutscher Verleger

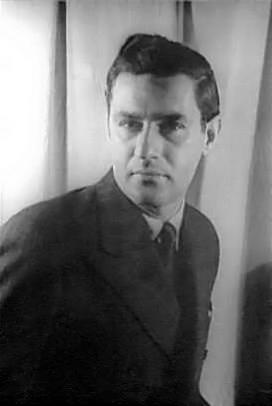
Gian Carlo Menotti (* 1911)

- 1911: Gian Carlo Menotti, US-amerikanischer Komponist
- 1911: Ludwig Pfältzer, deutscher Kriegsdienstverweigerer, Opfer des Nationalsozialismus
- 1913: Pinetop Perkins, US-amerikanischer Blues-Musiker
- 1914: Harry Strom, kanadischer Politiker
- 1915: Albert Semjonowitsch Leman, russischer Komponist
- 1915: Jaroslav Volak, österreichischer Feldhandballspieler

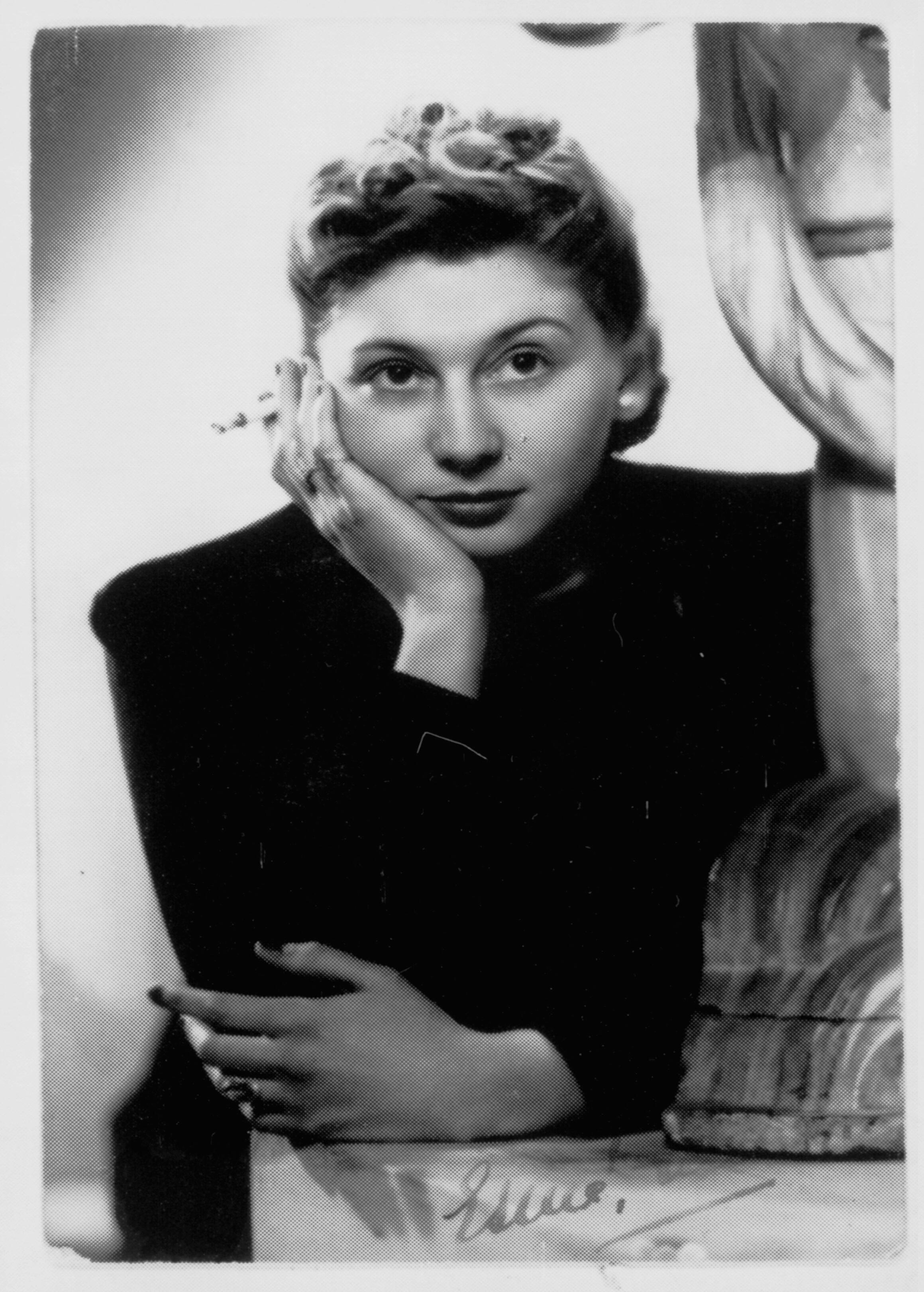
Esmée van Eeghen (* 1918)

- 1918: Esmée van Eeghen, niederländische Widerstandskämpferin
- 1919: Fritz Wehrmann, deutscher Matrose, Opfer des Nationalsozialismus
- 1921: Ezzard Charles, US-amerikanischer Boxer
- 1921: Adolf von Thadden, deutscher Politiker
- 1922: Alan A. Armer, US-amerikanischer Fernsehproduzent
- 1923: Roberto Caamaño, argentinischer Komponist, Pianist und Musikpädagoge
- 1924: Mary Ford, US-amerikanische Sängerin
- 1924: Dieter Nowka, deutscher Komponist
- 1924: Rudolf Pleil, deutscher Serienmörder (Der Totmacher)

#### 1926–1950
- 1926: Christopher Audland, britischer Diplomat
- 1926: Thorkild Simonsen, dänischer Politiker
- 1927: Harry Friedauer, deutscher Schauspieler und Operettensänger
- 1927: Doc Severinsen, US-amerikanischer Jazzmusiker
- 1928: Bálint Balla, ungarisch-deutscher Soziologe
- 1929: Reinhard Baumgart, deutscher Schriftsteller und Literaturkritiker

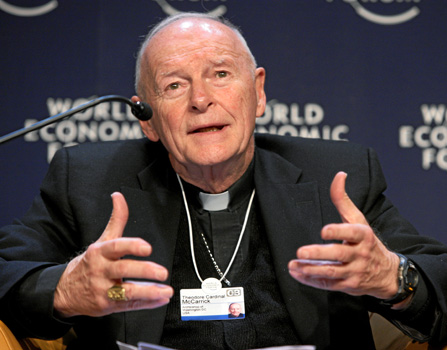
Theodore Edgar McCarrick (* 1930)

- 1930: Theodore McCarrick, Erzbischof von Washington und ehemaliger Kardinal
- 1930: James Norris, US-amerikanischer Wasserballspieler

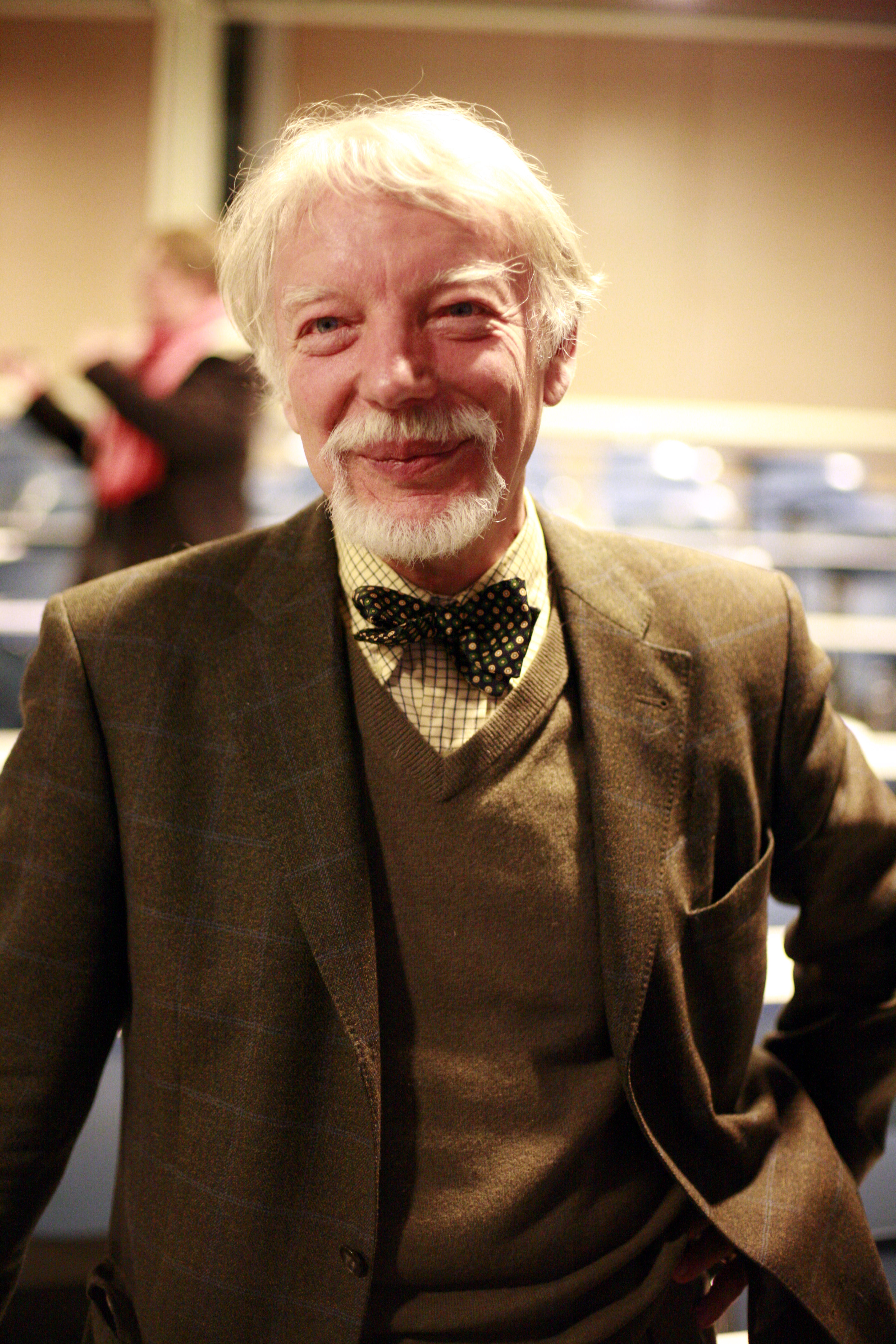
Jan Assmann (* 1938)

- 1931: David Eddings, US-amerikanischer Autor
- 1932: Joe Zawinul, österreichischer Jazz-Pianist und Keyboarder
- 1933: Murray Halberg, neuseeländischer Leichtathlet
- 1933: Fulbert Steffensky, deutscher evangelisch-lutherischer Theologe
- 1934: Vinko Globokar, slowenischer Komponist
- 1936: Françoise Cotron-Henry, französische Pianistin und Komponistin
- 1936: Jo Siffert, Schweizer Automobilrennfahrer
- 1936: Nikos Xylouris, griechischer Musiker
- 1937: Giovanni Arrighi, italienischer Soziologe
- 1937: Tung Chee-hwa, chinesischer Politiker
- 1938: Franco Andolfo, italienisch-österreichischer Entertainer, Schlagersänger und Komponist
- 1938: Jan Assmann, deutscher Ägyptologe, Religions- und Kulturwissenschaftler
- 1939: Ronald B. Evans, australischer Footballer und -funktionär

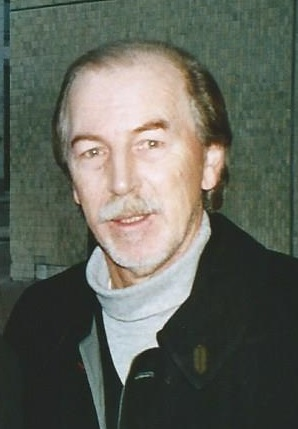
Jürgen Grabowski (* 1944)

- 1939: Wilfried Sauermann, deutscher Schachspieler
- 1940: Dick Armey, US-amerikanischer Politiker und Ökonom
- 1940: Wolfgang Clement, deutscher Politiker
- 1940: Ringo Starr, britischer Musiker (The Beatles)
- 1940: Rosel Zech, deutsche Schauspielerin
- 1941: Wiktor Petrowitsch Agejew, sowjetischer Boxer
- 1941: Michael Howard, britischer Politiker
- 1942: Eric Chapuis, Schweizer Automobilrennfahrer
- 1942: Abdul Hamid II, pakistanischer Feldhockeyspieler
- 1942: Rod Hebron, kanadischer Skirennläufer
- 1943: Heribert Aigner, österreichischer Althistoriker
- 1943: Toto Cutugno, italienischer Sänger
- 1943: Martin Lüttge, deutscher Schauspieler und Regisseur

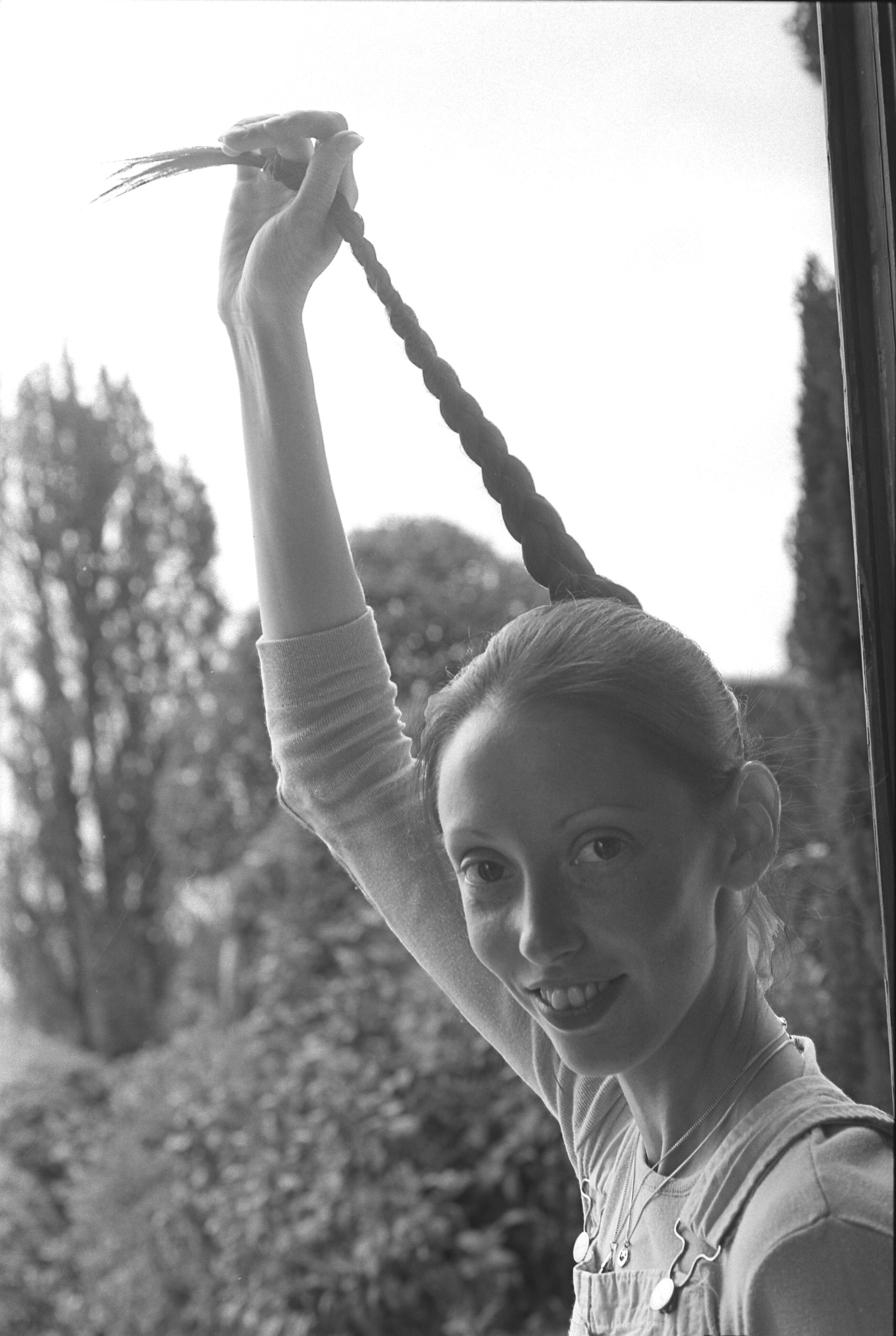
Shelley Duvall (* 1949)

- 1944: David Feintuch, US-amerikanischer Autor
- 1944: Karl-Heinz Ferschl, deutscher Fußballspieler
- 1944: Jürgen Grabowski, deutscher Fußballspieler, Weltmeister
- 1944ː Glenys Kinnock, Baroness Kinnock of Holyhead, britische Politikerin (Labour Party), MdEP

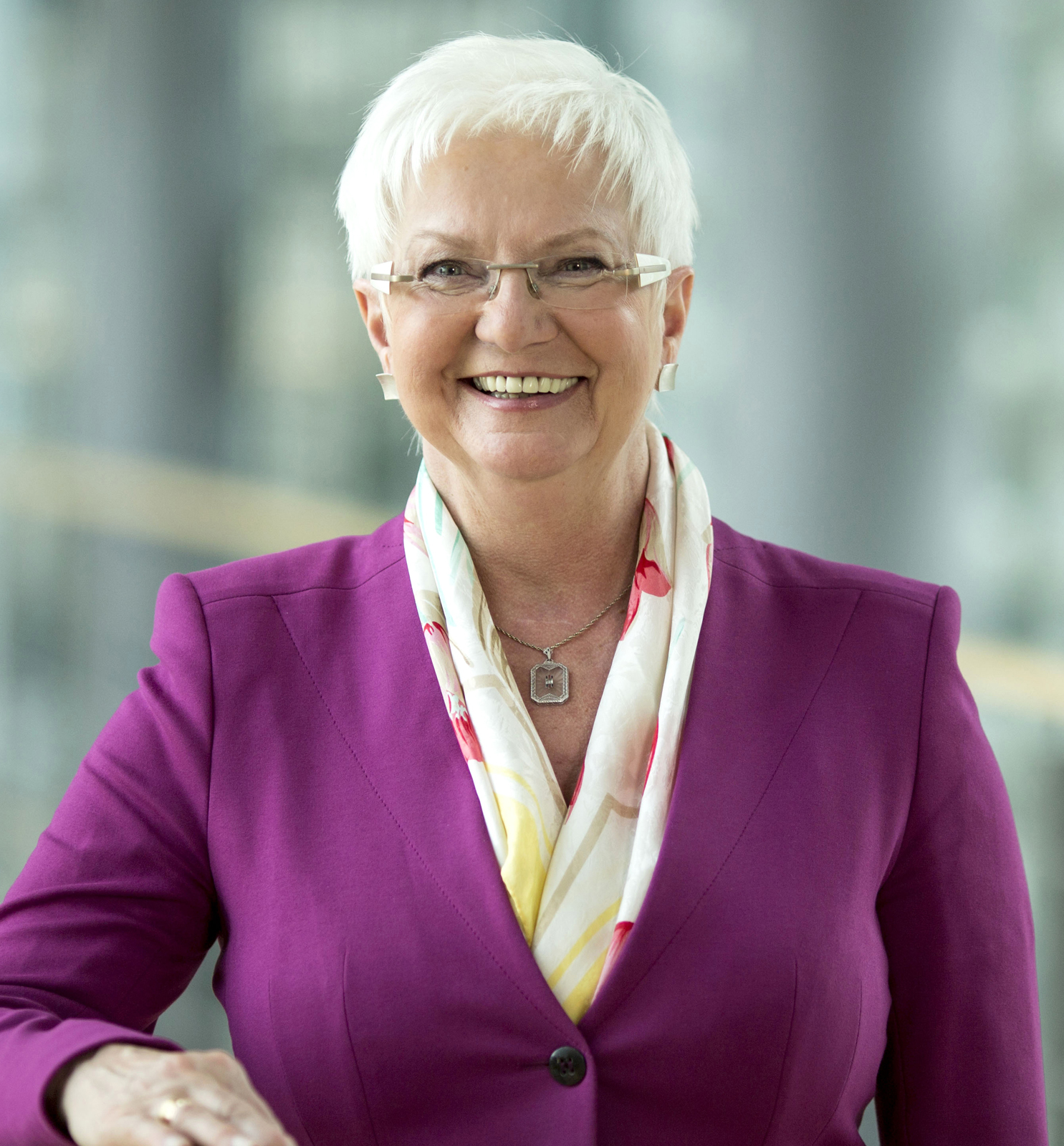
Gerda Hasselfeldt (* 1950)

- 1944: Araquem de Melo, brasilianischer Fußballspieler
- 1944: Ian Wilmut, britischer Embryologe
- 1945: Natsuki Ikezawa, japanischer Schriftsteller und Übersetzer
- 1945: Paul J. Kohtes, deutscher Unternehmer, Autor und Sprecher
- 1945: Beatrix Philipp, deutsche Politikerin
- 1945: Heidemarie Wenzel, deutsche Schauspielerin
- 1946: Girish Saran Agarwal, indisch-US-amerikanischer Physiker
- 1946: Fancy, deutscher Musiker
- 1947: Gabriele Dossi, deutsche Schauspielerin
- 1947: Fredl Fesl, deutscher Liedermacher
- 1947: Gyanendra, nepalischer König
- 1949: Shelley Duvall, US-amerikanische Schauspielerin
- 1949: Heinz Welz, deutscher Journalist, Coach und Pferdeflüsterer
- 1950: Vaughn Armstrong, US-amerikanischer Filmschauspieler
- 1950: Gerda Hasselfeldt, deutsche Politikerin, MdB, Bundesministerin, Präsidentin des Deutschen Roten Kreuzes

#### 1951–1975

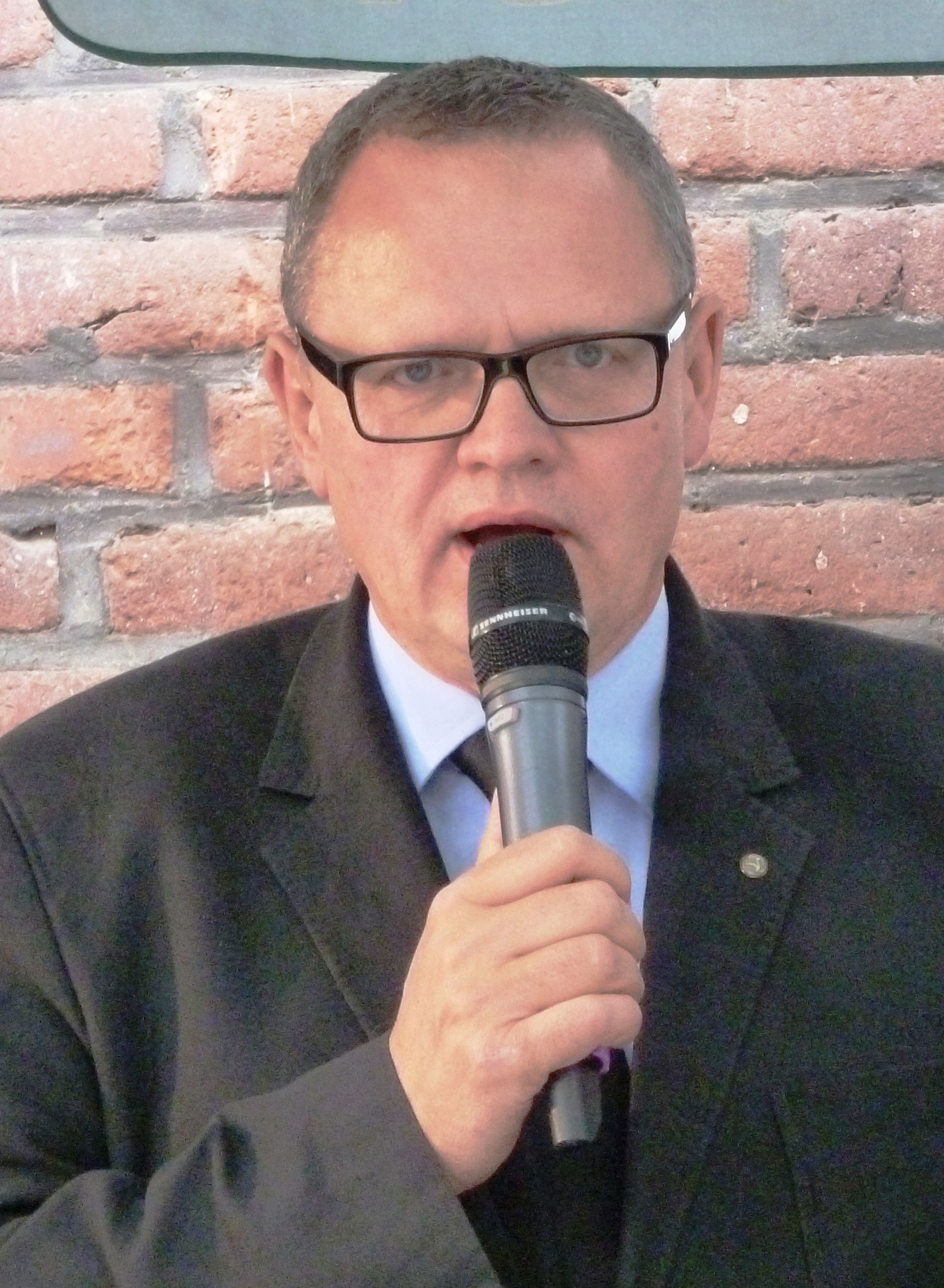
Ulli Potofski (* 1952)

- 1951: Blondie Chaplin, südafrikanischer Gitarrist und Sänger
- 1951: Bradford Tracey, deutscher Pianist und Cembalist
- 1952: Ulli Potofski, deutscher Fernsehmoderator
- 1952: Christina Voß, deutsche Handballspielerin
- 1953: Sabine Asgodom, deutsche Management-Trainerin, Journalistin und Autorin

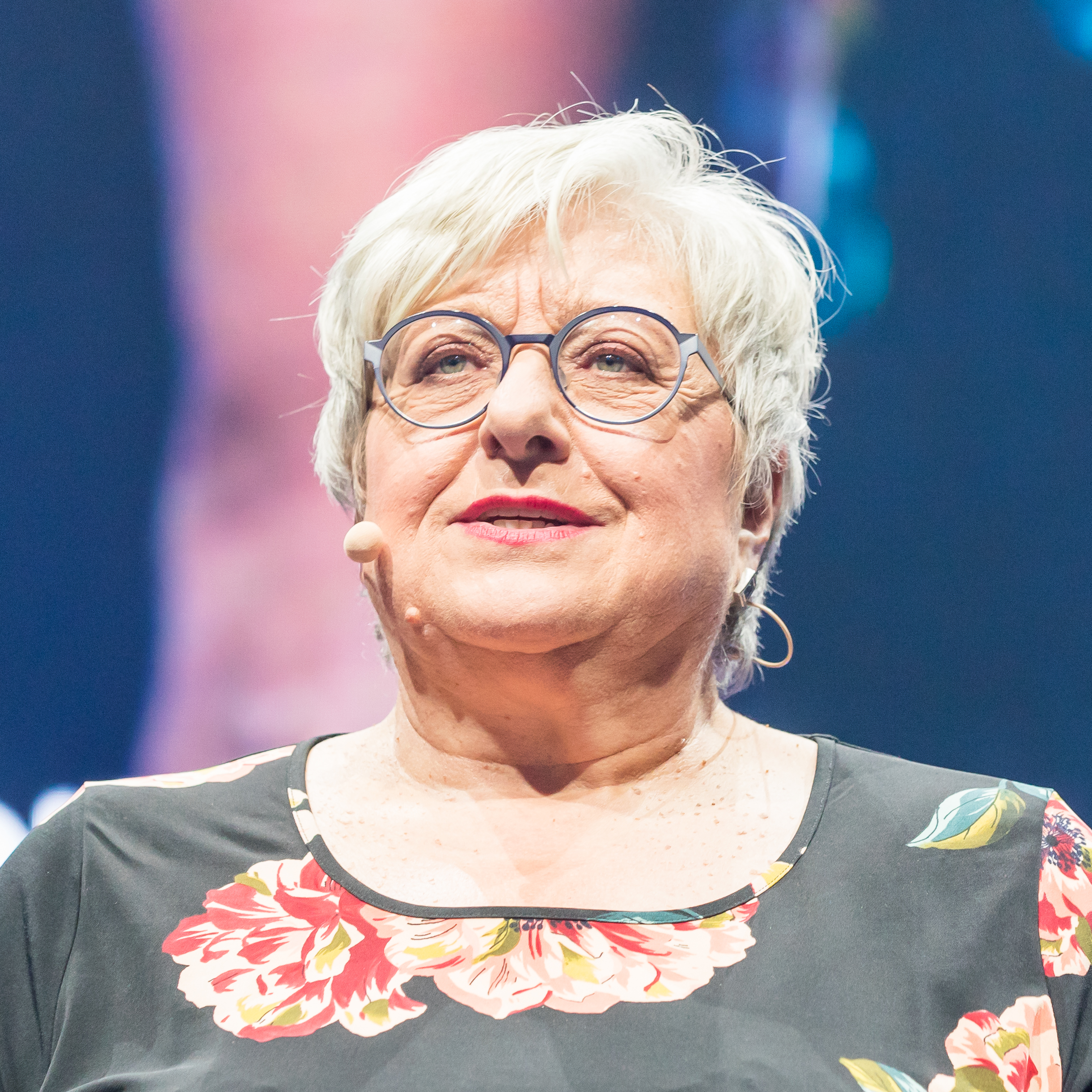
Sabine Asgodom (* 1953)

- 1953: Gottfried Vollmer, deutscher Schauspieler und Lehrer für Meditationstechniken
- 1955: Frank Martin Ausbüttel, deutscher Althistoriker
- 1956: Giorgi Chaindrawa, georgischer Filmproduzent und Minister
- 1956: Peter Hoffmann, deutscher Schriftsteller und Publizist
- 1957: Rosa Aguilar, spanische Politikerin
- 1957: Dierk Berner, deutscher Immobilienkaufmann und Handballspieler
- 1958: Heike Behlmer, deutsche Ägyptologin
- 1958: Cyndee Giebler, US-amerikanische Komponistin und Musikpädagogin
- 1958ː Laura P. Spinadel, österreichisch-argentinische Architektin
- 1959: Billy Campbell, US-amerikanischer Schauspieler
- 1959: Alessandro Nannini, italienischer Automobilrennfahrer
- 1959: Frank Röth, deutscher Schauspieler
- 1960: Jochen Behle, deutscher Skilangläufer und Bundestrainer
- 1960: Ines Geipel, deutsche Schriftstellerin
- 1960: Ralph Sampson, US-amerikanischer Basketballspieler
- 1961: Gintaras Beresnevičius, litauischer Religionswissenschaftler und Autor
- 1961: Urs Meier, Schweizer Fußballspieler und -trainer
- 1961: Eckhard Preuß, deutscher Schauspieler
- 1962: Akiva Goldsman, US-amerikanischer Drehbuchautor
- 1963: Geir Karlstad, norwegischer Eisschnellläufer

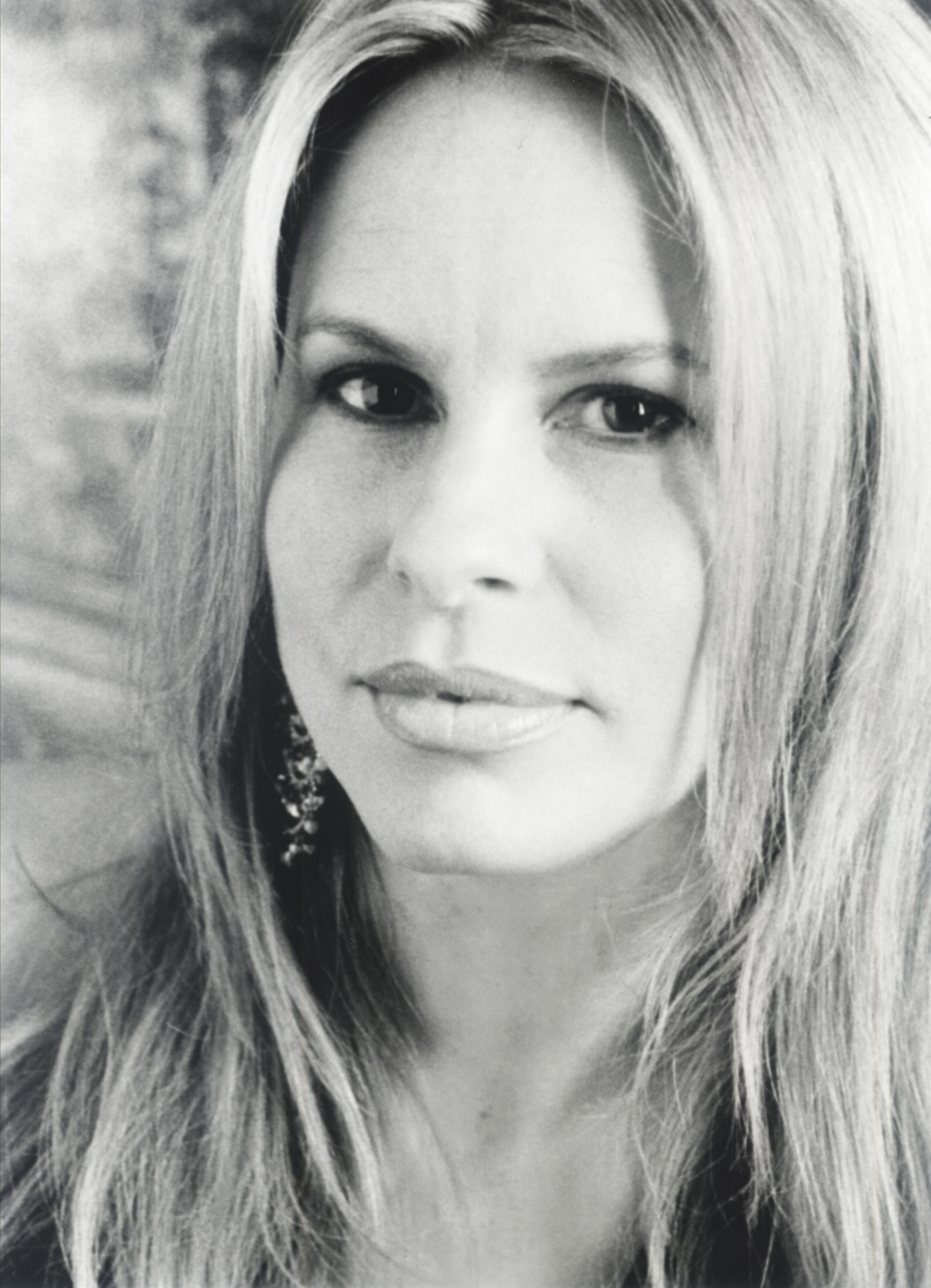
Vonda Shepard (* 1963)

- 1963: Vonda Shepard, US-amerikanische Sängerin und Songwriterin
- 1964: Damir Burić, kroatischer Fußballspieler
- 1965: Jeremy Guscott, englischer Rugbyspieler
- 1965: Velia Krause, deutsche Schauspielerin
- 1966: Lars Büchel, deutscher Filmregisseur
- 1966: Maria Quintana, US-amerikanische Freestyle-Skierin

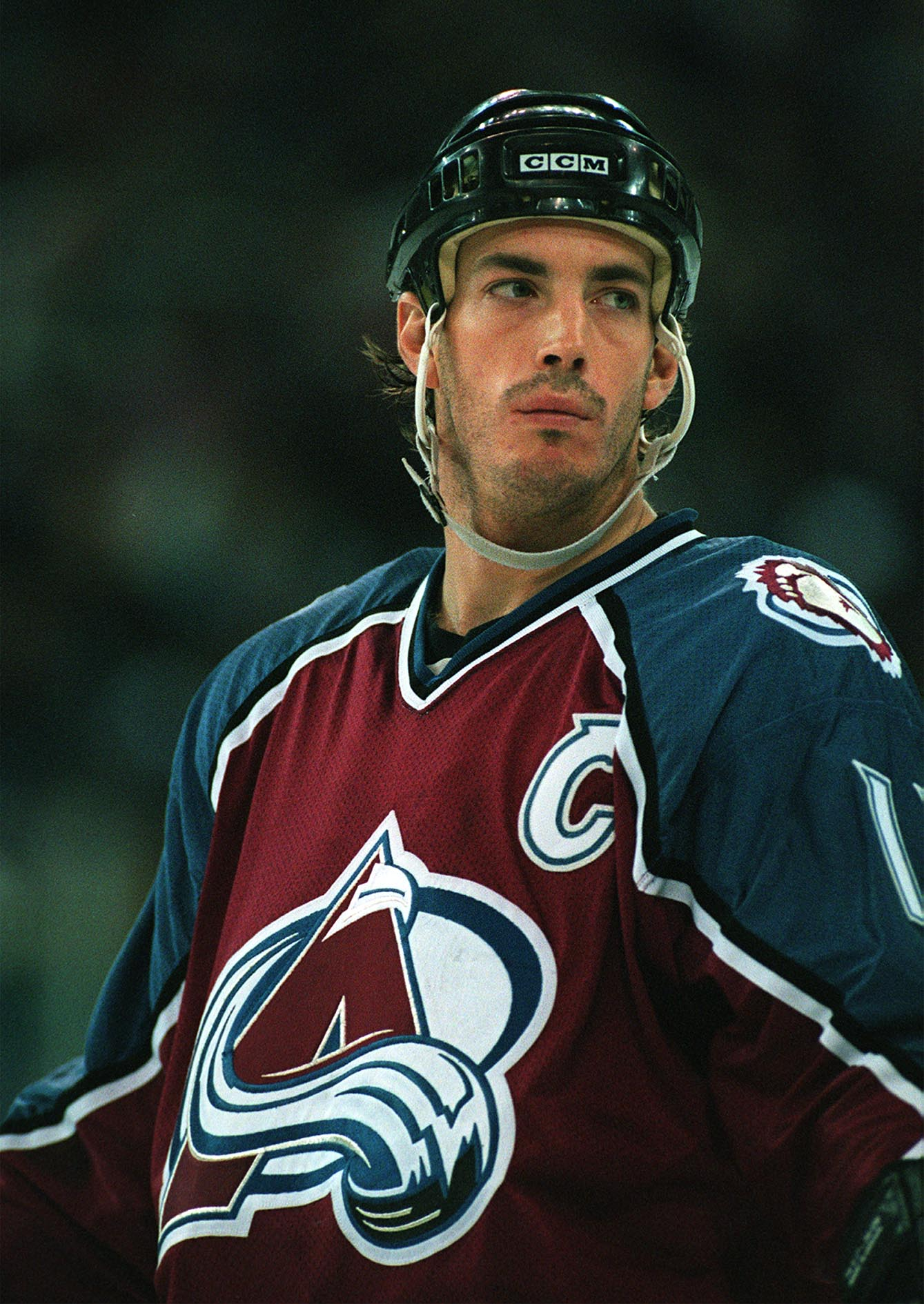
Joe Sakic (* 1969)

- 1967: Bettina Göschl, deutsche Kinderbuchautorin und -liedermacherin
- 1967: Tom Kristensen, dänischer Automobilrennfahrer
- 1968: Jorja Fox, US-amerikanische Schauspielerin
- 1968: Jeff VanderMeer, US-amerikanischer Autor
- 1969: Thomas Fetsch, deutscher Politiker
- 1969: Johan Furhoff, schwedischer Schachspieler
- 1969: Clemens Haipl, österreichischer Autor und Kabarettist
- 1969: Sylke Otto, deutsche Rennrodlerin
- 1969: Joe Sakic, kanadischer Eishockeyspieler
- 1969: Hans Sigl, österreichischer Schauspieler
- 1969: Cree Summer, US-amerikanische Synchronsprecherin, Schauspielerin und Sängerin
- 1970: Atli Örvarsson, isländischer Filmkomponist
- 1970: Dunja Arnaszus, deutsche Hörspielautorin, Schauspielerin, Dramaturgin und Dozentin

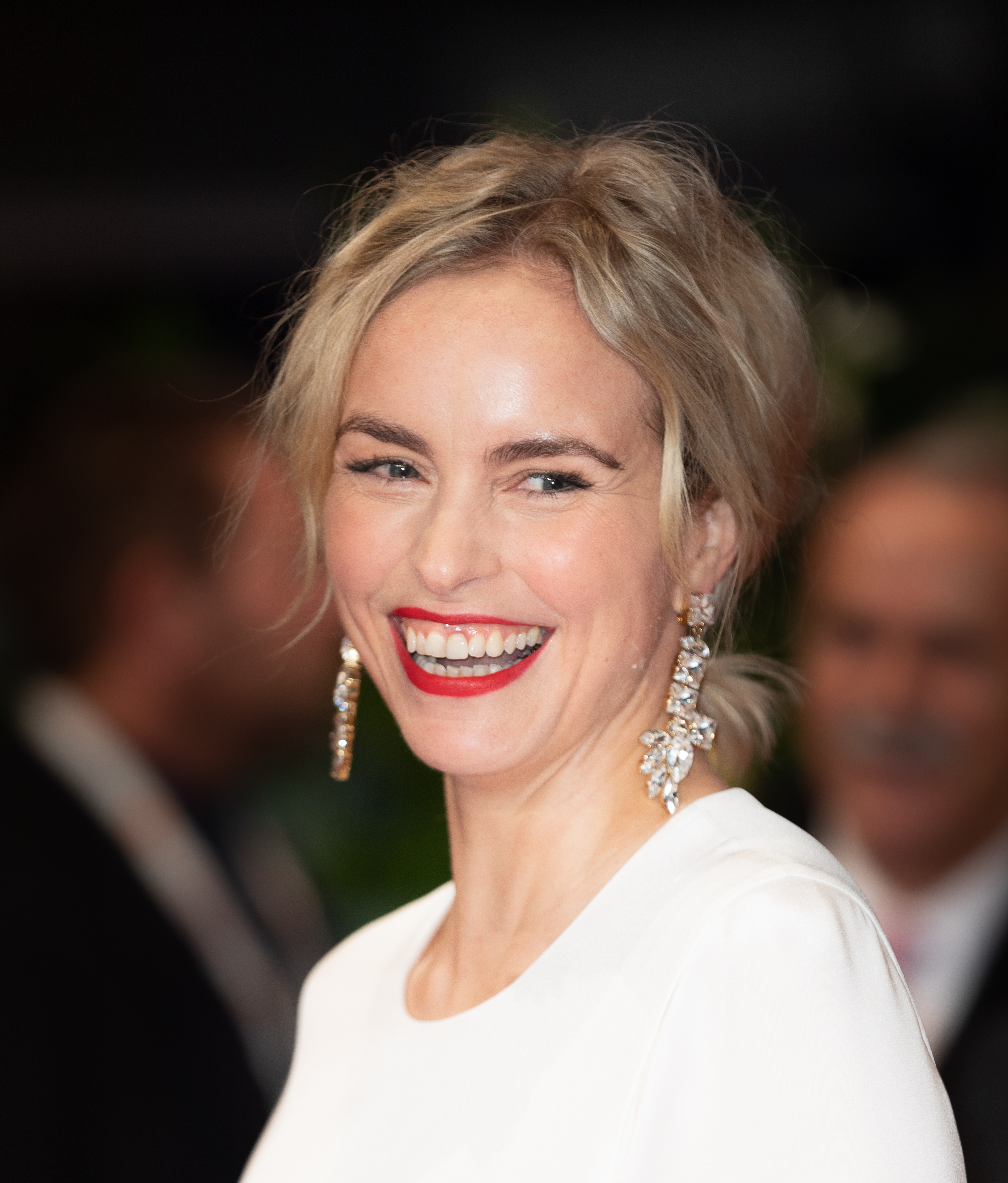
Nina Hoss (* 1975)

- 1970: Susann Goksør Bjerkrheim, norwegische Handballspielerin
- 1970: Christian Levrat, Schweizer Politiker
- 1970: Erik Zabel, deutscher Radrennfahrer
- 1971: Katja Dofel, deutsche Journalistin und Fernsehmoderatorin
- 1971: Alexander Weinland, deutscher Jurist
- 1972: Harald Katemann, deutscher Fußballspieler
- 1972: Lisa Leslie, US-amerikanische Basketballspielerin
- 1972: Kirsten Vangsness, US-amerikanische Schauspielerin und Drehbuchautorin
- 1973: Yann de Fabrique, französischer Schwimmer
- 1973: Yoon Kyung-shin, südkoreanischer Handballspieler
- 1974: Liv Grete Skjelbreid, norwegische Biathletin
- 1974: Ingo Rasper, deutscher Regisseur und Drehbuchautor
- 1975: Nina Hoss, deutsche Schauspielerin
- 1975: Daniela Ludwig, deutsche Politikerin
- 1975: Olga Walerjewna Medwedzewa, russische Biathletin

#### 1976–2000
- 1976: Evelyne Leu, Schweizer Freestyle-Skisportlerin
- 1977: Benjamin Huggel, Schweizer Fußballspieler
- 1978: Marcus Ahlm, schwedischer Handballspieler
- 1978: Chris Andersen, US-amerikanischer Basketballspieler
- 1978: Philipp Matthias Bregy, Schweizer Politiker
- 1978: Marino Franchitti, britischer Automobilrennfahrer

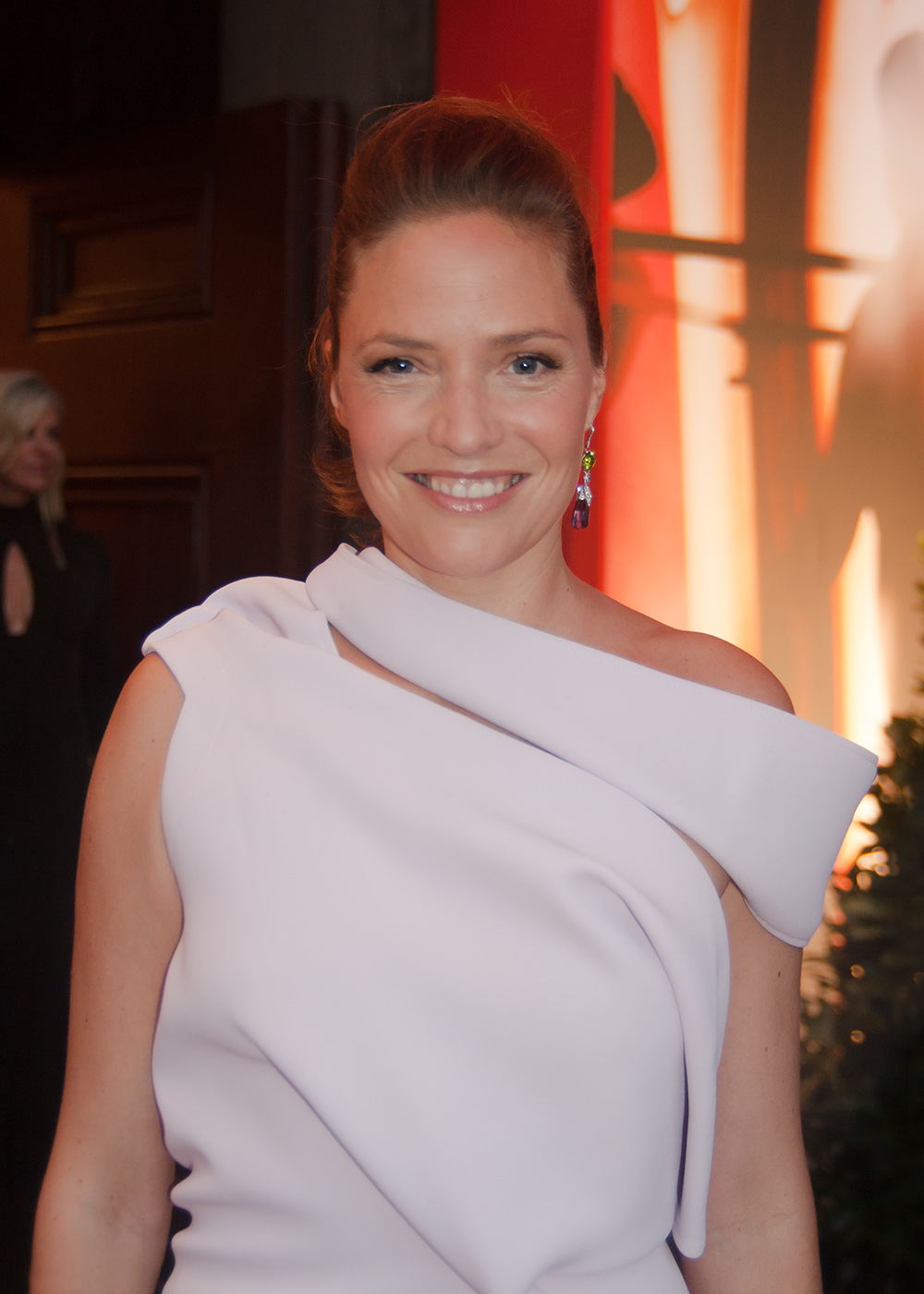
Patricia Aulitzky (* 1979)

- 1979: Patricia Aulitzky, österreichische Schauspielerin
- 1979: Jan Hernych, tschechischer Tennisspieler
- 1980: Peter Abstreiter, deutscher Eishockeyspieler
- 1980: Michelle Kwan, US-amerikanische Eiskunstläuferin
- 1980: Beren Tuna, deutsche Schauspielerin und Regisseurin
- 1981: Synyster Gates, US-amerikanischer Gitarrist
- 1981: Szymon Marciniak, polnischer Fußballschiedsrichter
- 1981: Michael Silberbauer, dänischer Fußballspieler und -trainer
- 1981: Osvaldo Zambrana, bolivianischer Schachgroßmeister
- 1982: Cassidy, US-amerikanischer Rapper
- 1982: George Owu, ghanaischer Fußballspieler
- 1983: Krzysztof Lijewski, polnischer Handballspieler

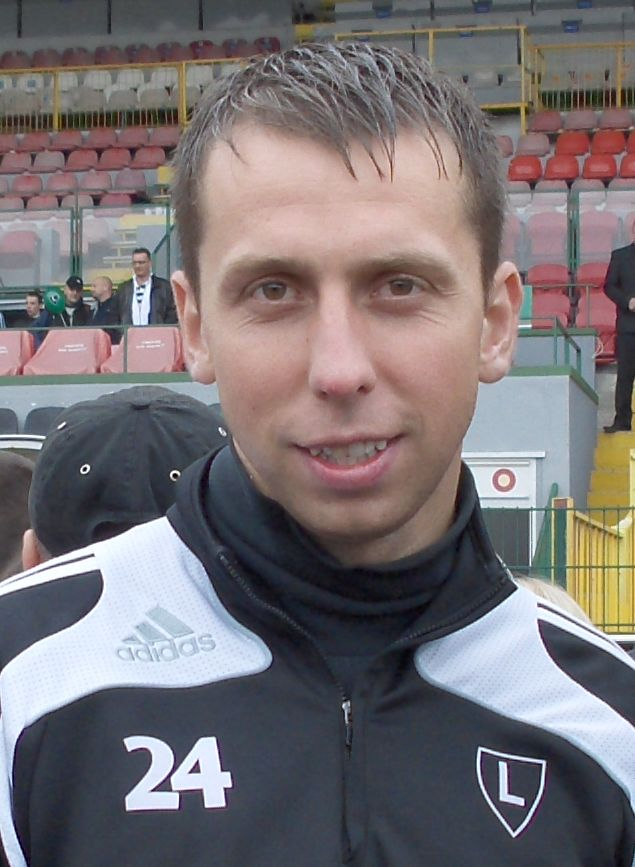
Jakub Wawrzyniak (* 1983)

- 1983: Jakub Wawrzyniak, polnischer Fußballspieler
- 1984: Alberto Aquilani, italienischer Fußballspieler
- 1984: James Hurrell, englischer Dartspieler
- 1984: Stephanie Stumph, deutsche Schauspielerin
- 1985: Talghat Schailauow, kasachischer Eishockeyspieler
- 1986: Eunhye Jeong, südkoreanische Jazzmusikerin
- 1986: Miguel Klauß, deutscher Politiker
- 1986: Jens Knossalla, deutscher Entertainer
- 1986: Martin Neukom, Zürcher Politiker
- 1986: Alex Somoza, andorranischer Fußballspieler
- 1987: Julianna Guill, US-amerikanische Schauspielerin
- 1987: Volkan Şen, türkischer Fußballspieler
- 1987: Sofja Albertowna Otschigawa, russische Boxerin
- 1988: Kaci Brown, US-amerikanische Sängerin
- 1990: Lee Addy, ghanaischer Fußballspieler
- 1991: Alesso, schwedischer DJ, Musikproduzent und Remixer
- 1991: Marie-Louise Eta, deutsche Fußballspielerin
- 1991: James Forrest, schottischer Fußballspieler

- 1992: Toni Garrn, deutsches Model

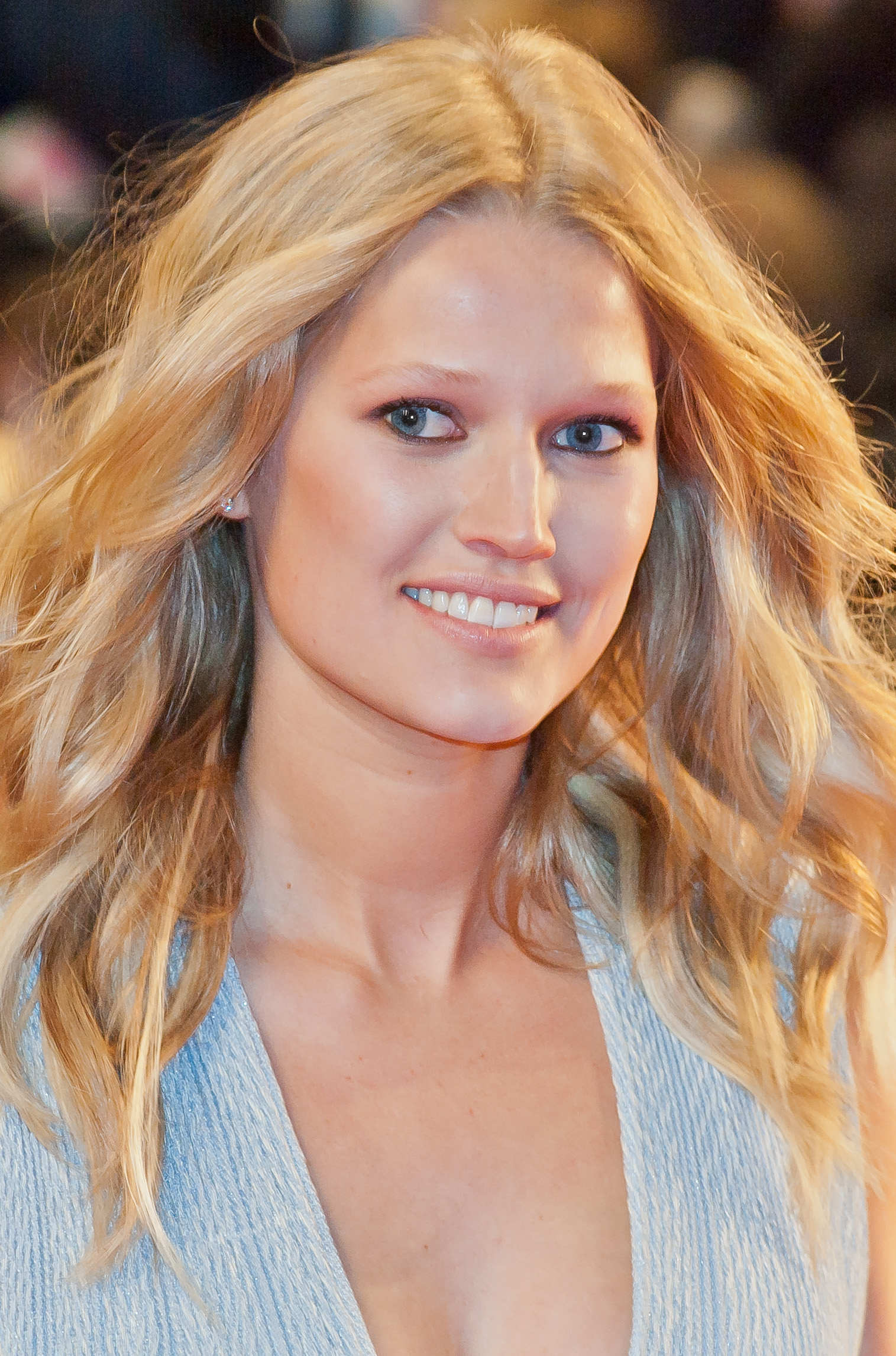
Toni Garrn (* 1992)

- 1992: Shantol Jackson, jamaikanische Schauspielerin
- 1992: Nathalia Ramos, US-amerikanische Schauspielerin
- 1992: Phillipp Steinhart, deutscher Fußballspieler
- 1993: Gabby Chaves, US-amerikanisch-kolumbianischer Automobilrennfahrer
- 1994: Christoph Krenn, österreichischer Skirennläufer
- 1994: Friederike Repohl, deutsche Fußballspielerin
- 1995: Alexander Brunst, deutscher Fußballspieler
- 1995: Sondre Solholm Johansen, norwegischer Fußballspieler
- 1996: Serghei Krîjanovski, moldauischer Billardspieler
- 1997: Melita Abraham, chilenische Ruderin
- 1997: Stefania Buttignon, italienische Ruderin

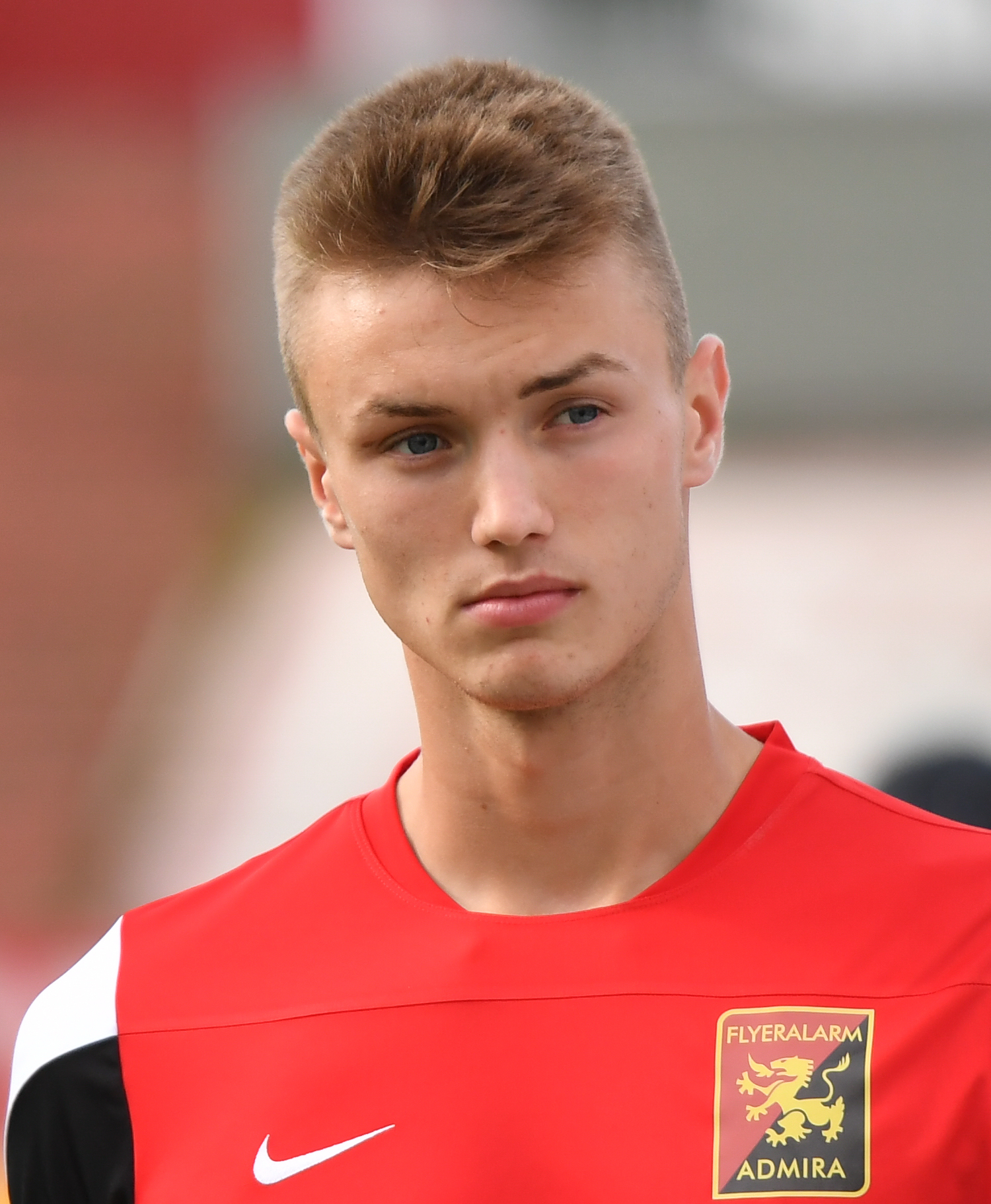
Saša Kalajdžić (* 1997)

- 1997: Saša Kalajdžić, österreichischer Fußballspieler
- 1997: Zeliha Puls, deutsch-türkische Handballspielerin
- 1998: Marit Ishol Skogan, norwegische Biathletin
- 2000: Mercedes Jadea Diaz, deutsche Kinderdarstellerin

### 21. Jahrhundert

#### 2001–2025
- 2001: Nicolò Buratti, italienischer Radrennfahrer
- 2008: Sky Brown, britische Skateboarderin

## Gestorben

### Vor dem 17. Jahrhundert
- 0368: Maternian, Bischof von Reims
- 0705: Hedda von Wessex, Bischof von Wessex
- 0754: Karlmann, Mönch, vormals Hausmeier der Franken
- 0787 oder 788: Willibald von Eichstätt, erster Bischof von Eichstätt
- 0900: Wolfhelm, Bischof von Münster
- 1019: Gerberga von Burgund, burgundische Adelige, Herzogin von Schwaben
- 1118: Florentius von Worcester, englischer Benediktinermönch und Chronist
- 1127: Ulrich von Bamberg, Chronist in Bamberg
- 1162: Håkon II., König von Norwegen
- 1191: Johann I. von Arcis, Kreuzritter
- 1191: Jutta Claricia von Thüringen, Landgräfin von Thüringen
- 1198: Georg II. Xiphilinos, Patriarch von Konstantinopel
- 1223: Ibn Qudāma al-Maqdisī, hanbalitischer islamischer Gelehrter
- 1268: Renier Zen, 45. Doge von Venedig
- 1285: Tile Kolup, deutscher Hochstapler
- 1304: Benedikt XI., Papst

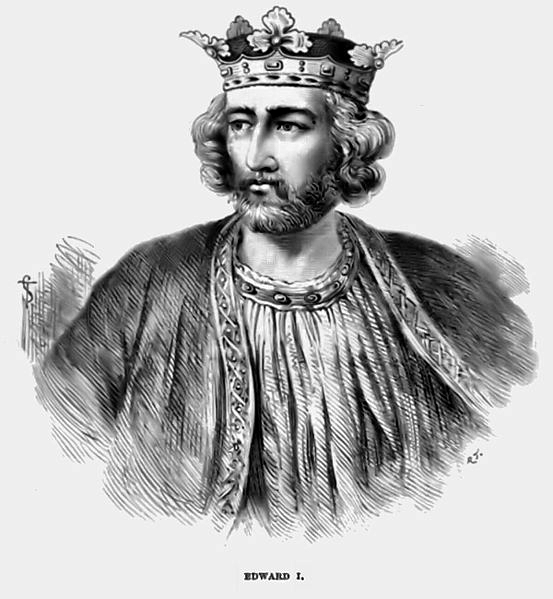
Eduard I. von England († 1307)

- 1307: Eduard I., König von England
- 1313: Bjarne Erlingsson, norwegischer Adliger und Ratgeber des Königs
- 1322: Hermann von Maltzan, Bischof von Schwerin
- 1345: Momtschil, bulgarischer Woiwode und Raubritter
- 1347: Dietrich VII./IX., Graf von Kleve
- 1348: Johannes Andreae, italienischer Rechtsgelehrter
- 1383: Jacques des Baux, Fürst von Tarent und Achaia
- 1397: Jean Le Mercier, aus Schottland stammender Notar und Sekretär, Berater der französischen Könige Karl V. und Karl VI.
- 1452: Eleanor Cobham, englische Hofdame
- 1482: Marinus de Fregeno, päpstlicher Legat, Ablasshändler und Bischof von Cammin
- 1482: Johann Ludwig von Savoyen, Administrator des Erzbistums von Tarentaise und des Bistums von Genf
- 1482: Walter Supersaxo, Fürstbischof des Bistums Sitten
- 1503: Wilhelm II., Herzog zu Braunschweig und Lüneburg, Fürst von Braunschweig-Wolfenbüttel und Fürst von Calenberg-Göttingen
- 1531: Tilman Riemenschneider, deutscher Bildhauer und Bildschnitzer

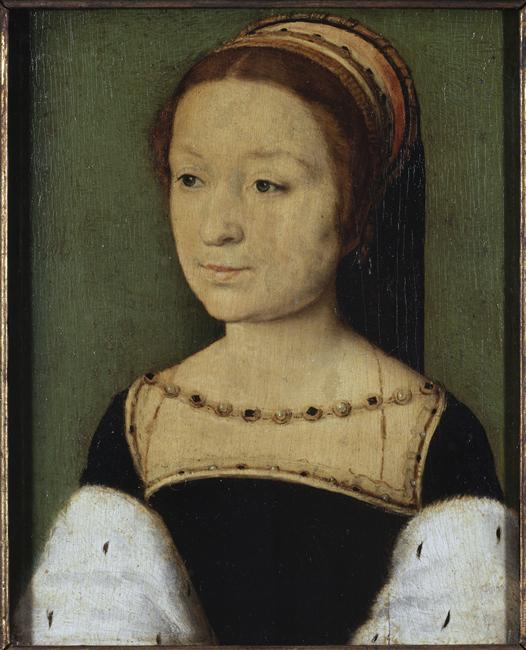
Madeleine de Valois († 1537)

- 1537: Madeleine de Valois, Prinzessin von Frankreich und Königin von Schottland
- 1545: Pernette du Guillet, französische Dichterin
- 1568: William Turner, englischer Naturforscher
- 1572: Sigismund II. August, König von Polen und Großfürst von Litauen
- 1573: Giacomo Barozzi da Vignola, italienischer Architekt
- 1574: Johann Neefe, Leibarzt der Kurfürsten Moritz und August von Sachsen
- 1576: Thomas Matthias, Berliner Bürgermeister
- 1600: Thomas Lucy, englischer Friedensrichter

### 17. und 18. Jahrhundert

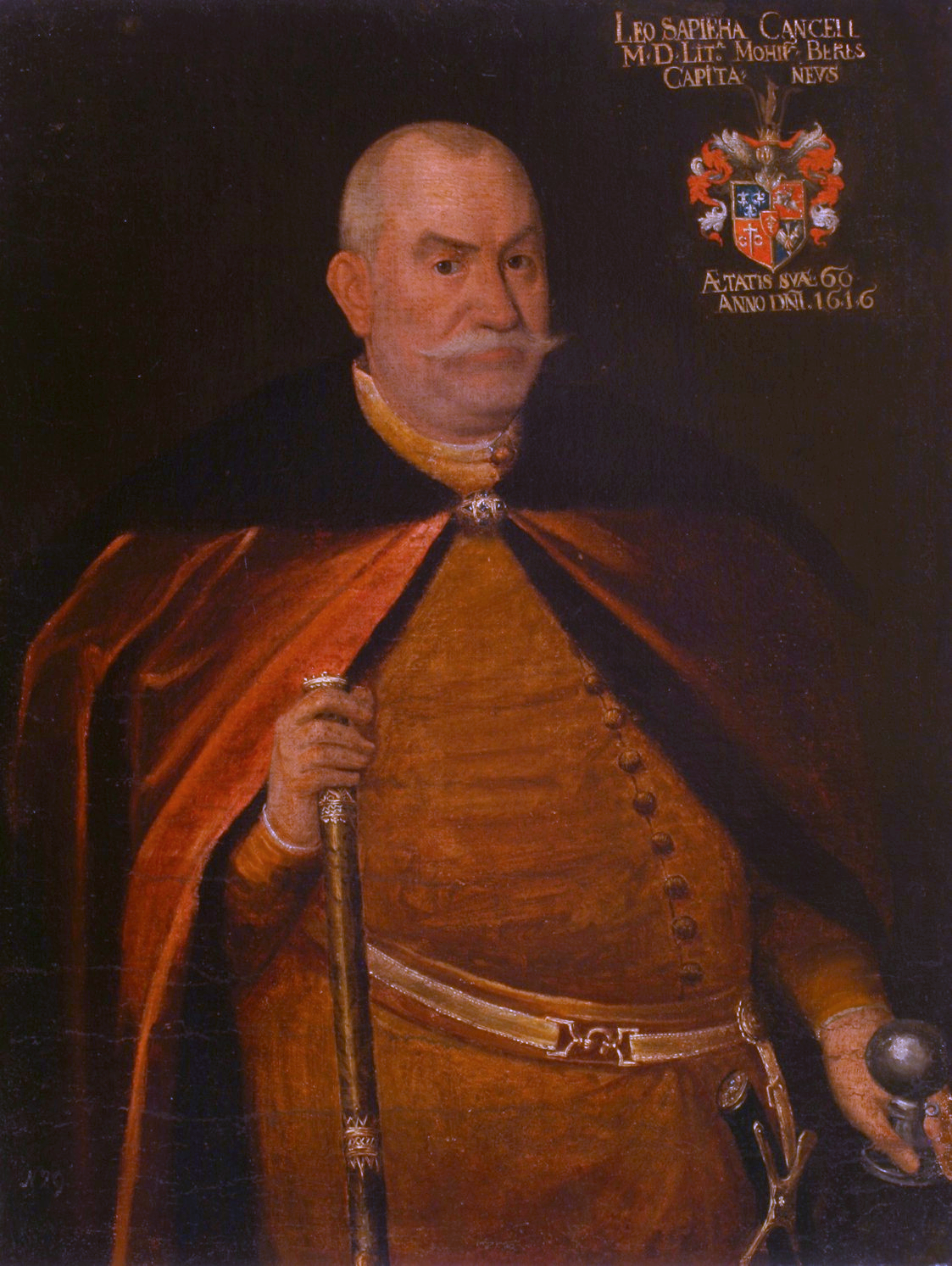
Lew Sapieha († 1633)

- 1606: Christoph, Inhaber der Herrschaft Harburg
- 1607: Penelope Devereux, englische Hofdame
- 1616: Anna, Herzogin von Wohlau, Ohlau und Liegnitz
- 1624: Lamoral von Taxis, Brüsseler Generalpostmeister
- 1633: Lew Sapieha, polnisch-litauischer Staatsmann
- 1644: Hedwig, Prinzessin von Hessen-Kassel und Gräfin von Schaumburg

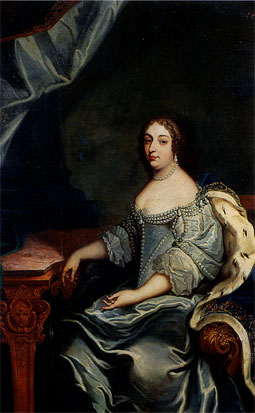
Luise Christine von Savoyen-Carignan († 1689)

- 1645: Georg Friedrich von Hohenlohe-Neuenstein-Weikersheim, deutscher Offizier und Gelegenheitsdichter
- 1647: Thomas Hooker, Puritaner und Gründer von Connecticut
- 1648: Arngrímur Jónsson, isländischer Gelehrter
- 1653: Christian Schybi, Anführer der Luzerner Untertanen im Schweizer Bauernkrieg
- 1660: Anna von Croÿ, geborene Herzogin von Pommern, letzte Angehörige des Greifengeschlechts
- 1662: Andreas Düben, deutscher Kapellmeister, Organist und Komponist
- 1662: Friedrich von Fürstenberg, Kurkölner Diplomat und Domherr
- 1664: Hans Ernst zu Wied-Runkel, deutscher Soldat, Hofbeamter und Graf von Wied-Runkel

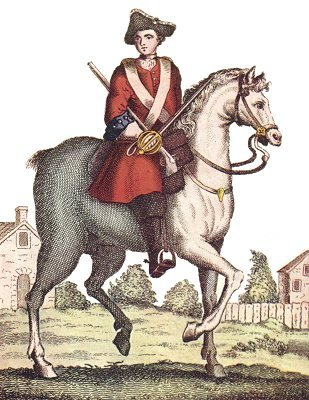
Christian Davies († 1739)

- 1667: Nicolas Sanson, französischer Kartograph
- 1684: Friedrich Hans Gloxin, deutscher Jurist und Kurator der Universität Kiel
- 1686: Friedrich Reichsgraf von Ahlefeldt, Herr von Rixingen und Mörsberg
- 1689: Luise Christine von Savoyen-Carignan, Markgräfin von Baden-Baden
- 1700: Silvestro Valier, 109. Doge von Venedig
- 1701: William Stoughton, englischer Richter und Gouverneur der Province of Massachusetts Bay
- 1708: Konrad Samuel Schurzfleisch, deutscher Historiker, Polyhistor und Bibliothekar
- 1713: Henry Compton, englischer Bischof

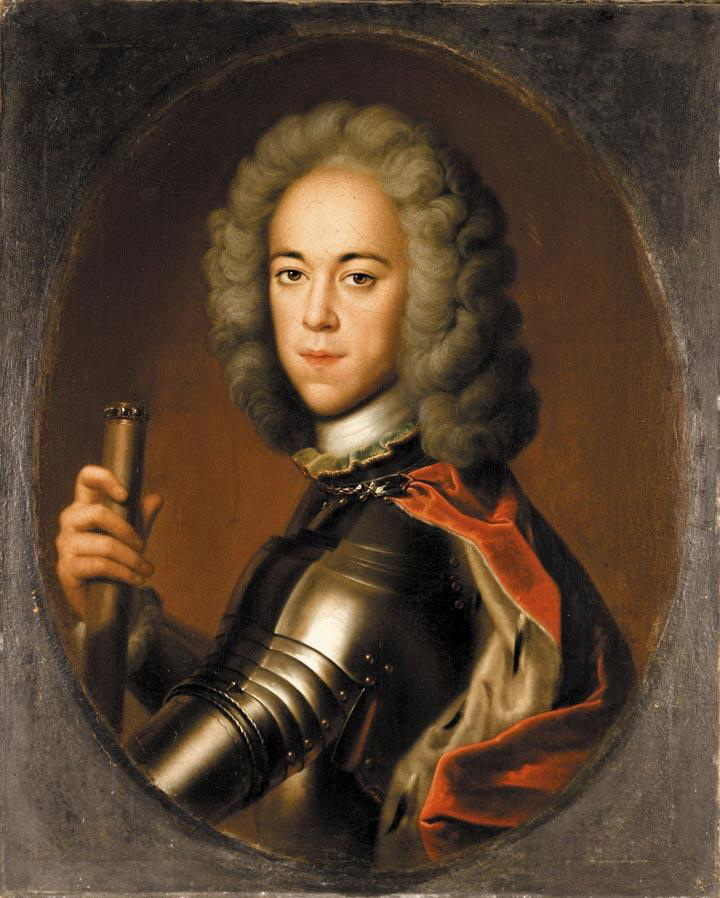
Alexei von Russland († 1718)

- 1718: Alexei von Russland, Zarewitsch von Russland
- 1720: Maria Barbara Bach, Frau von Johann Sebastian Bach
- 1722: Estienne Roger, französisch-niederländischer Drucker und Verleger
- 1730: La Buse, französischer Pirat
- 1730: Johann Christian Buxbaum, deutscher Botaniker
- 1731: Nicolaus Staphorst, Hamburger Pastor und Kirchenhistoriker
- 1739: Christian Davies, irische Frau, die als Mann verkleidet in die britische Armee eintrat
- 1754: Charles-Nicolas Cochin der Ältere, französischer Zeichner, Radierer und Kupferstecher
- 1758: Erasmus Fröhlich, österreichischer Jesuit, Historiker, Bibliothekar und Numismatiker
- 1770: Johann August von Berger, deutscher Jurist
- 1770: Suzuki Harunobu, japanischer Künstler
- 1771: Rudolph Chotek von Chotkow, Oberster Kanzler der Vereinigten Hofkanzlei in Wien
- 1774: Elisabeth Albertine von Anhalt-Bernburg, Fürstin von Schwarzburg-Sondershausen
- 1781: Johann Georg Beer, deutscher Architekt und Baumeister
- 1784: Louis Anseaume, französischer Librettist
- 1784: Achatius Ludwig Carl Schmid, deutscher Rechtswissenschaftler und Staatsbeamter von Sachsen-Weimar-Eisenach
- 1790: Frans Hemsterhuis, niederländischer Philosoph und Schriftsteller

### 19. Jahrhundert

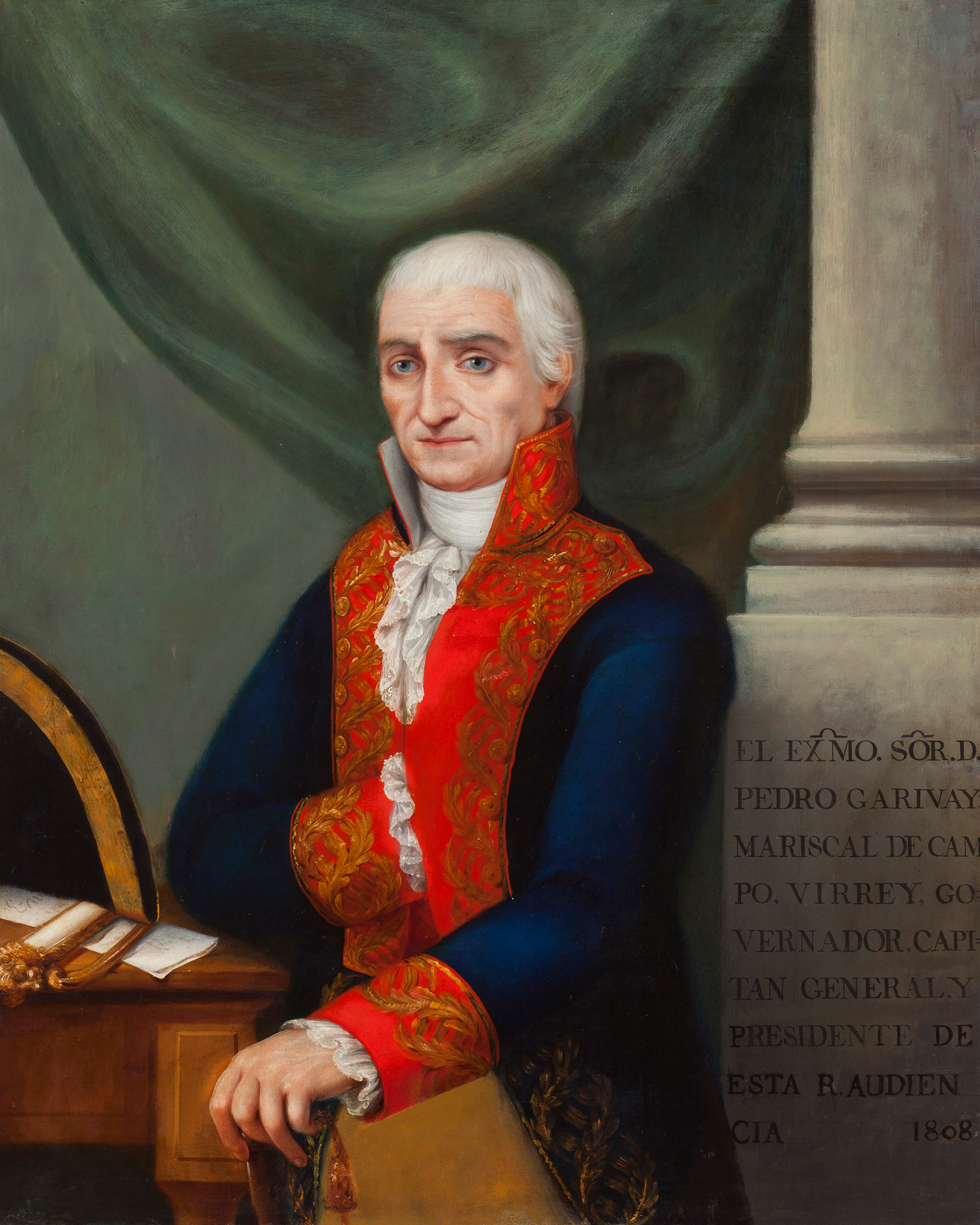
Pedro de Garibay († 1815)

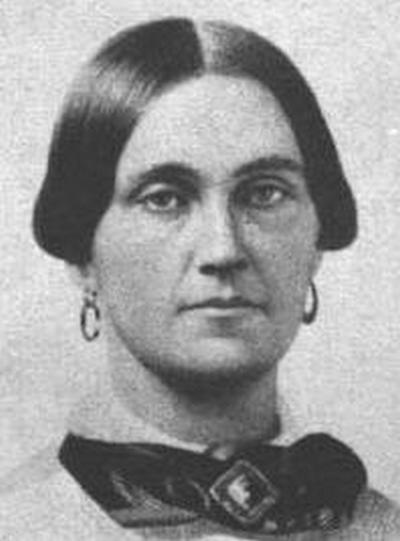
Mary Surratts († 1865)

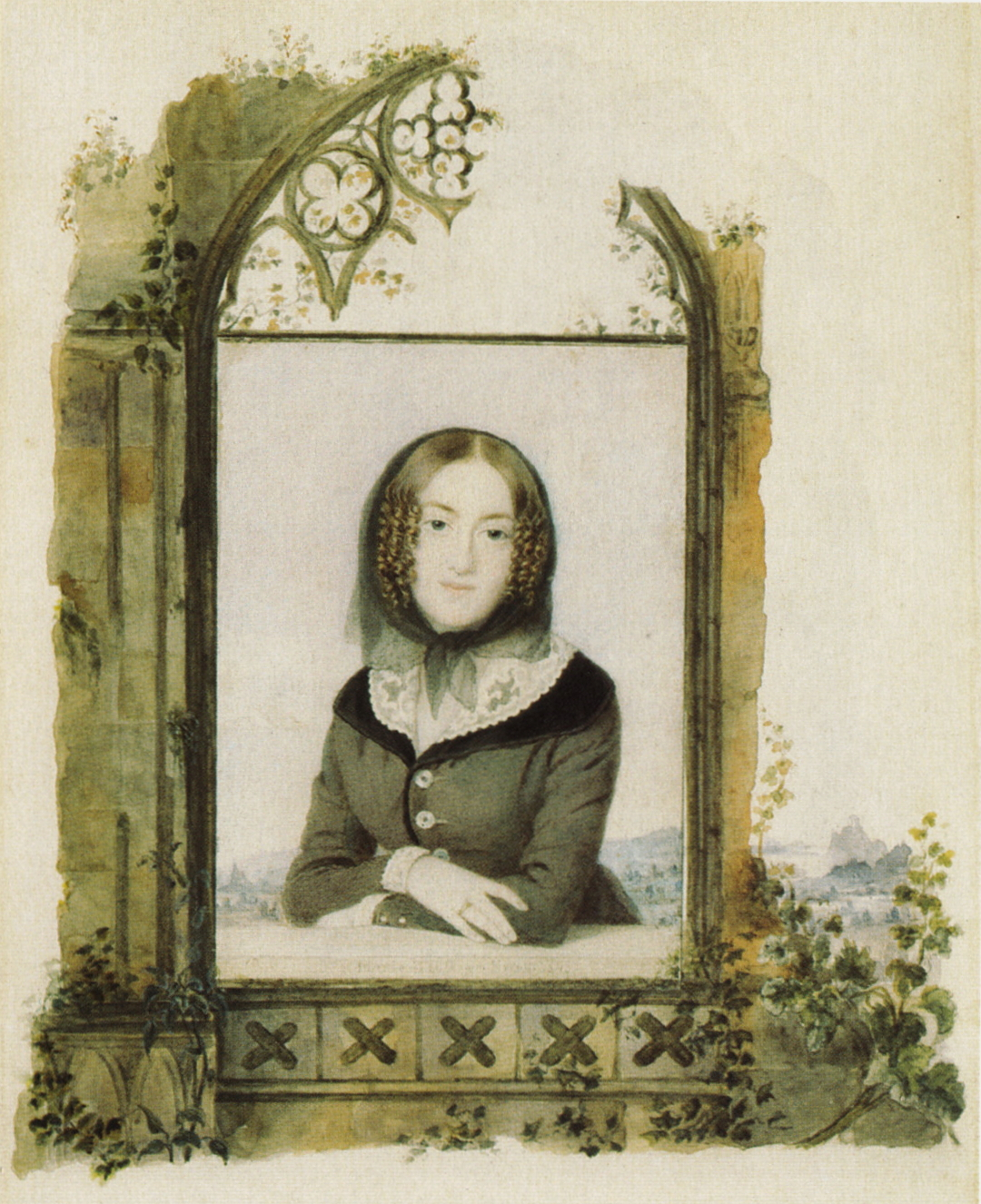
Marie Krafft († 1885)

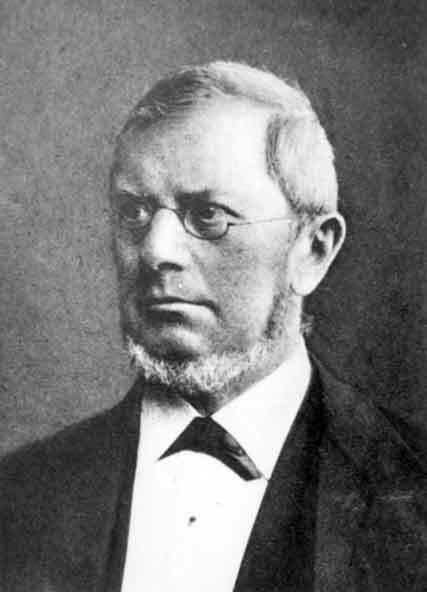
Gustav Spörer († 1895)

- 1804: Christian Just Wiedeburg, deutscher Jurist und Regierungsbeamter von Sachsen-Weimar-Eisenach
- 1806: Isaak Daniel Itzig, königlich preußischer Hoffaktor und -bankier
- 1809: Konstantin Karl d’Aspre, österreichischer Feldmarschallleutnant und Theresienritter
- 1813: Jürgen Paul Prahl, deutscher Knochenhauermeister und Opfer der französischen Okkupation
- 1815: Pedro de Garibay, spanischer Offizier und Kolonialverwalter, Vizekönig von Neuspanien
- 1815: Sakugawa Kanga, japanischer Meister des frühen okinawanischen Tōde, einer Kampfkunst
- 1816: Richard Brinsley Sheridan, irischer Dramatiker und Politiker
- 1828: August Hermann Niemeyer, deutscher Theologe und Pädagoge
- 1829: Jakob Friedrich von Abel, deutscher Philosoph
- 1837: Georg Ludwig von Anns, deutscher Politiker
- 1842: Joseph Kopp, deutscher Altphilologe
- 1843: Josef Annegarn, deutscher Theologe, Pädagoge und Professor
- 1843: Ludwig Philipp von Bombelles, österreichischer Diplomat
- 1849: Goffredo Mameli, italienischer Schriftsteller
- 1850: Carl Rottmann, deutscher Landschaftsmaler
- 1855: Konstantin Nikolajewitsch Batjuschkow, russischer Dichter
- 1862: Friedrich Gauermann, österreichischer Maler
- 1865: George Atzerodt, Verschwörer zum Attentat auf Abraham Lincoln
- 1865: Lewis Powell, Verschwörer zum Attentat auf Abraham Lincoln
- 1865ː Mary Surratt, US-amerikanische Attentäterin
- 1866: Adolph Diesterweg, deutscher Pädagoge
- 1869: Paul Botten-Hansen, norwegischer Literaturkritiker und Bibliothekar
- 1871: Gregor Arvay, ungarischer katholischer Geistlicher, Lehrer und Schriftsteller
- 1872: Pierre Lachambeaudie, französischer Fabeldichter
- 1877: Jacob Aicher von Aichenegg, deutscher Jurist und Politiker
- 1877: Carl Wallau, Oberbürgermeister von Mainz
- 1879: George Caleb Bingham, US-amerikanischer Maler und Politiker
- 1885: Christoph Theodor Aeby, französisch-schweizerischer Anthropologe
- 1885: Nicola De Giosa, italienischer Komponist und Dirigent
- 1885ː Marie Krafft, österreichische Malerin
- 1890: Henri Nestlé, Schweizer Unternehmer und Industrieller deutscher Herkunft
- 1895: Gustav Spörer, deutscher Astronom
- 1900: Adalbert Falk, preußischer Kultusminister

### 20. Jahrhundert

#### 1901–1950

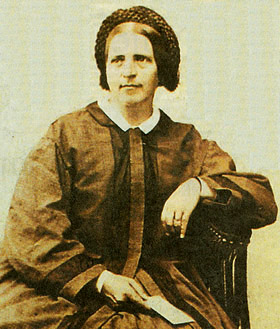
Johanna Spyri († 1901)

- 1901: Johanna Spyri, Schweizer Schriftstellerin (Heidi)
- 1902: Agnes von Auer, deutsche Schriftstellerin
- 1903: August von Hergenhahn, deutscher Jurist, Landrat und Polizeipräsident
- 1907: Tellos Agras, griechischer Offizier
- 1909: Walter Ritz, Schweizer Mathematiker
- 1910: Joseph Blötzer, Schweizer Jesuit und Historiker
- 1911: Carl Haunold, österreichischer Maler und Librettist
- 1911: Samuel de Lange, niederländisch-deutscher Organist, Lehrer und Komponist
- 1911: Helene Ross, deutsche Malerin
- 1911: Paul Tschackert deutscher Kirchenhistoriker
- 1916: Oskar Rieding, deutscher Violinist, Musikpädagoge und Komponist
- 1918: Nikolai Samuilowitsch Abelman, russischer Revolutionär, Teilnehmer an der Oktoberrevolution
- 1924: Anton Afritsch, österreichischer Journalist und Politiker
- 1924: Otto Antrick, deutscher Industrieller
- 1925: Henri Vuilleumier, Schweizer evangelischer Geistlicher und Hochschullehrer
- 1927: Sigmund Bergmann, deutscher Unternehmer und Erfinder
- 1927: Magnus Gösta Mittag-Leffler, schwedischer Mathematiker
- 1929: Freddy Charlier, belgischer Eishockeyspieler und Automobilrennfahrer

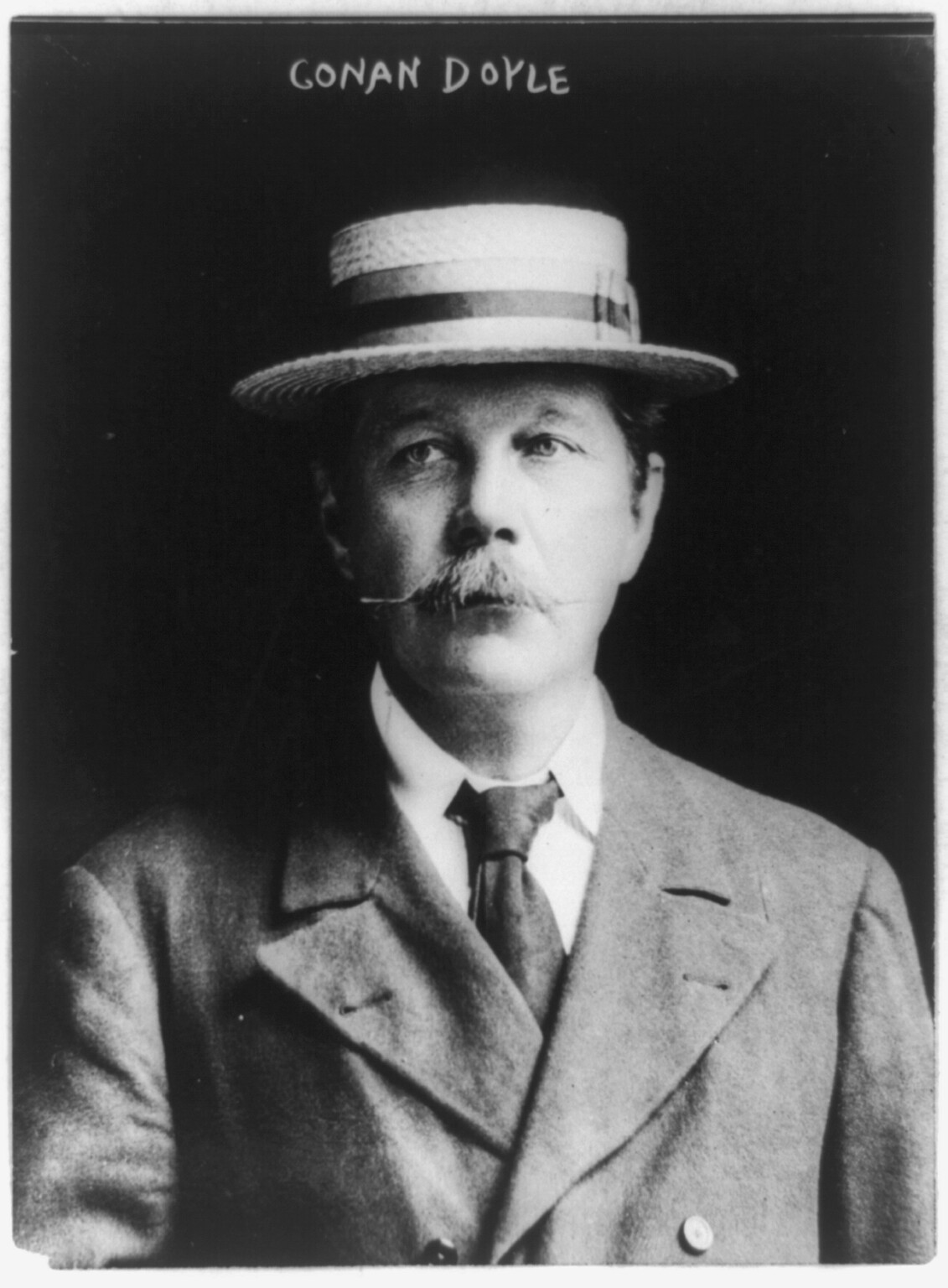
Arthur Conan Doyle († 1930)

- 1930: Arthur Conan Doyle, britischer Arzt und Schriftsteller
- 1930: Julius Hart, deutscher Dichter und Literaturkritiker des Naturalismus
- 1931: Willem Leonard Pieter Arnold Molengraaff, niederländischer Rechtswissenschaftler
- 1935: Jean Desvignes, französischer Automobilrennfahrer
- 1935ː Karen Jeppe, dänische Missionarin
- 1936: Georgi Wassiljewitsch Tschitscherin, russischer Politiker und Außenminister
- 1937: Erdmann Graeser, deutscher Schriftsteller
- 1939: Clifton Penn-Hughes, britischer Automobilrennfahrer
- 1939: Fritz Skowronnek, deutscher Journalist und Schriftsteller
- 1941: Alter Kacyzne, litauischer jiddischer Schriftsteller und Fotograf
- 1942: William Henry Young, englischer Mathematiker
- 1947: Maximilian Kaller, deutscher Geistlicher, Bischof von Ermland
- 1949: Bunk Johnson, US-amerikanischer Jazzmusiker

#### 1951–1975
- 1952: David David-Weill, französischer Bankier, Kunstsammler und Mäzen
- 1952: André Pisart, belgischer Automobilrennfahrer
- 1955: Egon Brunswik, US-amerikanischer Psychologe
- 1956: Gottfried Benn, deutscher Arzt, Dichter und Essayist
- 1957: Lucien Molon, französischer Automobilrennfahrer
- 1958: Louis Paris, französischer Automobilrennfahrer
- 1959: Fritz Hardt, deutscher Unternehmer im Bergischen Land
- 1962: Karl Mras, österreichischer Altphilologe
- 1964: Lillian Copeland, US-amerikanische Leichtathletin, Olympiasiegerin

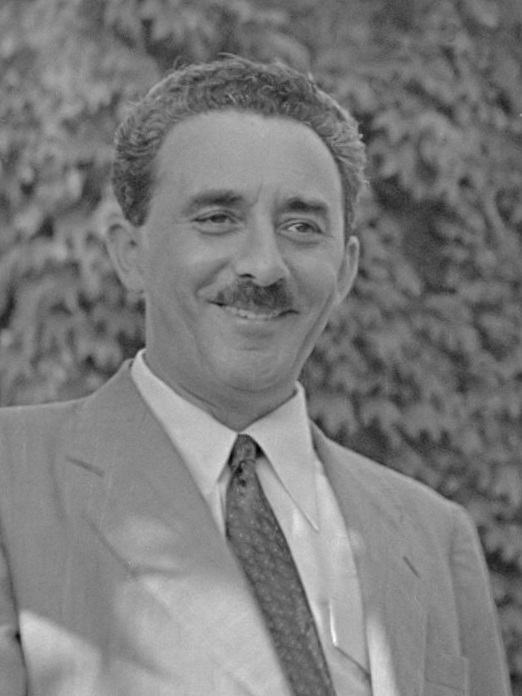
Mosche Scharet († 1965)

- 1965: Mosche Scharet, israelischer Politiker
- 1965: Johannes Ude, österreichischer römisch-katholischer Priester
- 1968: Johann Attenberger, deutscher Motorradrennfahrer
- 1968: Hermann Grossmann, deutscher Autor
- 1969: Gustav Adolf Steengracht von Moyland, deutscher Diplomat und Politiker
- 1971: Ub Iwerks, US-amerikanischer Trickfilmzeichner und -techniker
- 1971: Kai Peter Schmitz, deutscher Fußballtrainer
- 1972: Athenagoras, griechisch-orthodoxer Patriarch von Konstantinopel
- 1972: Talal, König von Jordanien
- 1972: Gustav Wiederkehr, Schweizer Fußballfunktionär
- 1973: Max Horkheimer, deutscher Philosoph und Soziologe

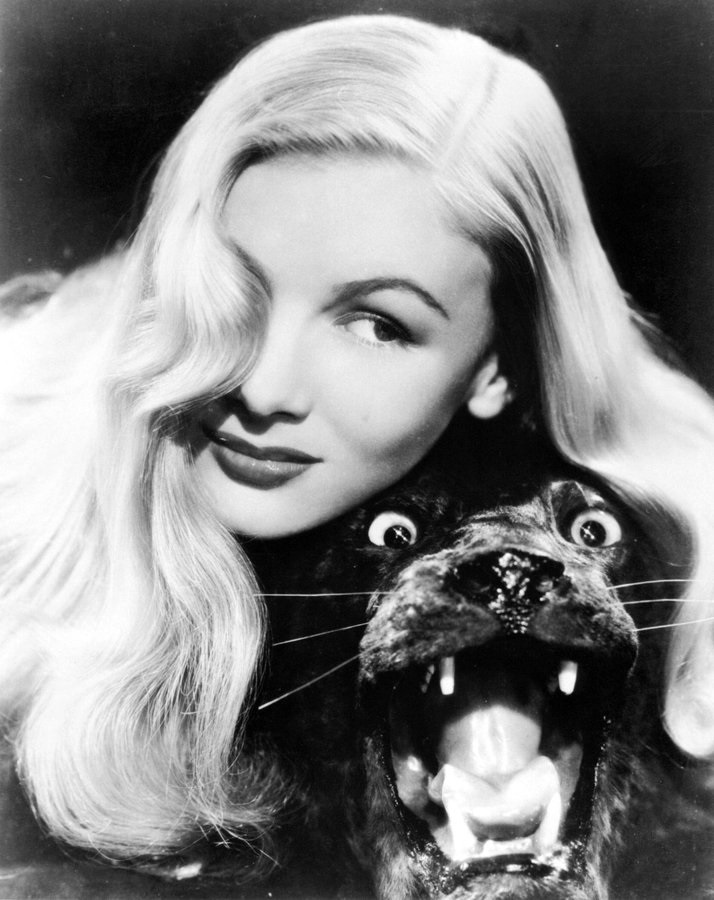
Veronica Lake (* 1922)

- 1973: Veronica Lake, US-amerikanische Schauspielerin
- 1974: Leon Shamroy, US-amerikanischer Kameramann und Regisseur
- 1975: Hermann Kupferschmid, deutscher Maler und Radierer
- 1975: Vito Frazzi, italienischer Komponist und Musikpädagoge
- 1975: George Morgan, US-amerikanischer Musiker

#### 1976–2000

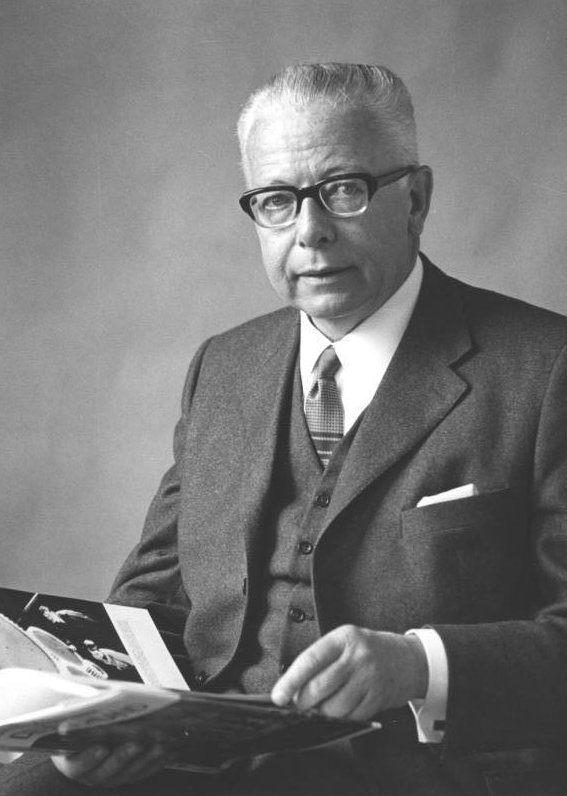
Gustav Heinemann († 1976)

- 1976: Gustav Heinemann, deutscher Politiker, Bundespräsident, Landesminister, Bundesminister, MdL, MdB
- 1977: Nicolae Kovacs, rumänischer Fußballspieler und -trainer ungarischer Abstammung
- 1982: Hermann Thimig, österreichischer Schauspieler
- 1983: Herman Kahn, US-amerikanischer Kybernetiker
- 1984: Jón Halldórsson, isländischer Leichtathlet
- 1984: Flora Robson, britische Schauspielerin

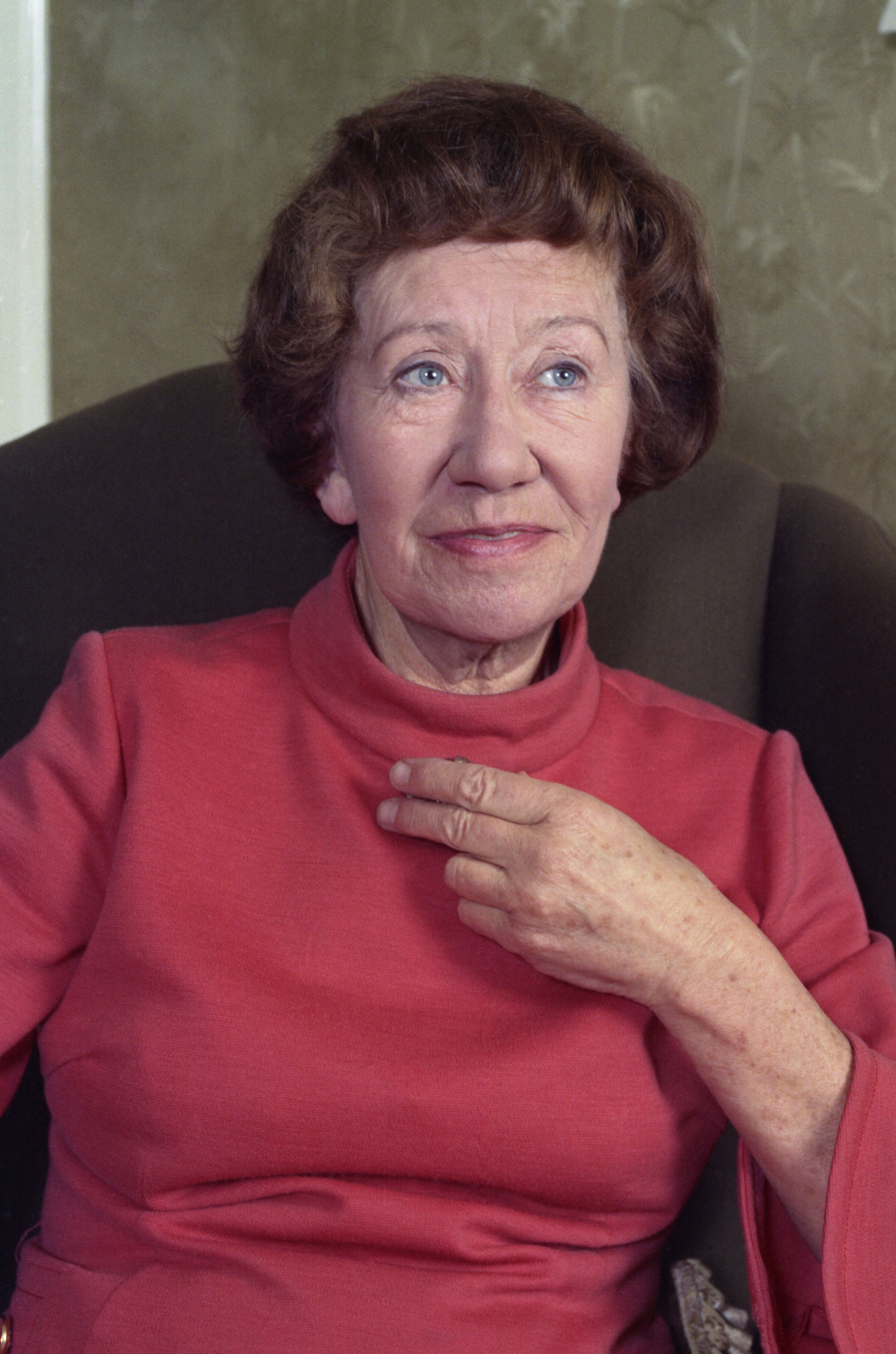
Flora Robson († 1984)

- 1985: Guido Kisch, deutscher Jurist und Rechtshistoriker
- 1986: Willi Ankermüller, deutscher Jurist und Politiker
- 1987: Wilhelm M. Busch, deutscher Buch-Illustrator
- 1987: William Dodge, US-amerikanischer Bobfahrer
- 1987: Tibor Frešo, slowakischer Komponist und Dirigent
- 1987: Hannelore Schroth, deutsche Schauspielerin
- 1990: Hugo Makibi Enomiya-Lassalle, deutscher Jesuit und Zen-Meister
- 1991: Nancy Cole, US-amerikanische Mathematikerin
- 1991: Suzy Prim, französische Schauspielerin
- 1992: Josy Barthel, luxemburgischer Leichtathlet
- 1993: Lode Van Dessel, belgisch-amerikanischer Komponist und Organist
- 1993: Günther Tietjen, deutscher Politiker, MdB
- 1994: Aaron Antonovsky, US-amerikanischer Professor

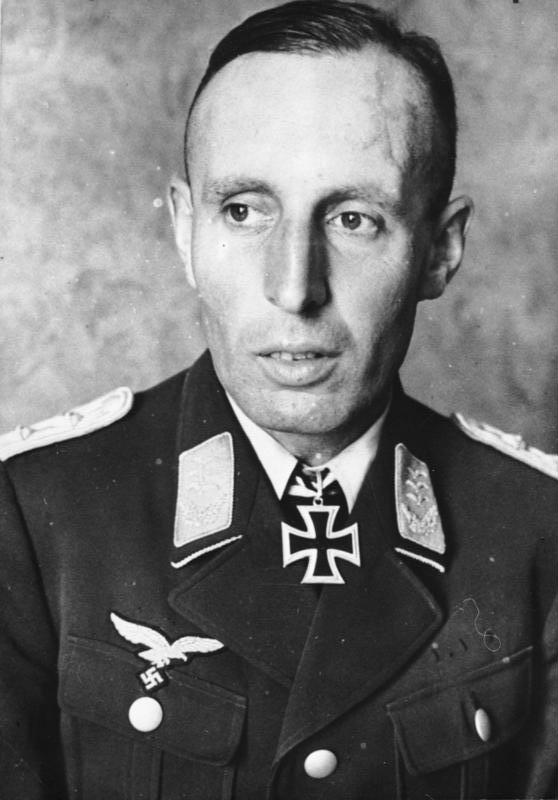
Friedrich August Freiherr von der Heydte († 1994)

- 1994: Friedrich August Freiherr von der Heydte, deutscher Staatsrechtler, Richter, Offizier und Politiker, MdL
- 1997: Heino Jaeger, deutscher Großkomiker und Maler
- 1997: Luis Aguirre Pinto, chilenischer Komponist
- 1997: Giorgi Sogoiani, georgischer Rennrodler
- 1998: Moshood Abiola, nigerianischer Politiker und Geschäftsmann
- 1998: Ignace Abdo Khalifé, libanesischer Bischof in Australien

### 21. Jahrhundert
- 2001: Heinz Auspurg, deutscher Grafiker und Stadtplaner
- 2001: Fred Neil, US-amerikanischer Musiker
- 2002: Michael Lukas Moeller, deutscher Psychoanalytiker
- 2003: Walentyn Bibik, ukrainisch-israelischer Komponist
- 2004: Hartmut Erbse, deutscher Altphilologe
- 2004: Vlado Kristl, deutsch-kroatischer Maler und Dichter
- 2005: Helmut Bläss, deutscher Theaterintendant, Regisseur und Schauspieler
- 2006: Syd Barrett, britischer Gitarrist, Sänger und Songwriter (Pink Floyd)

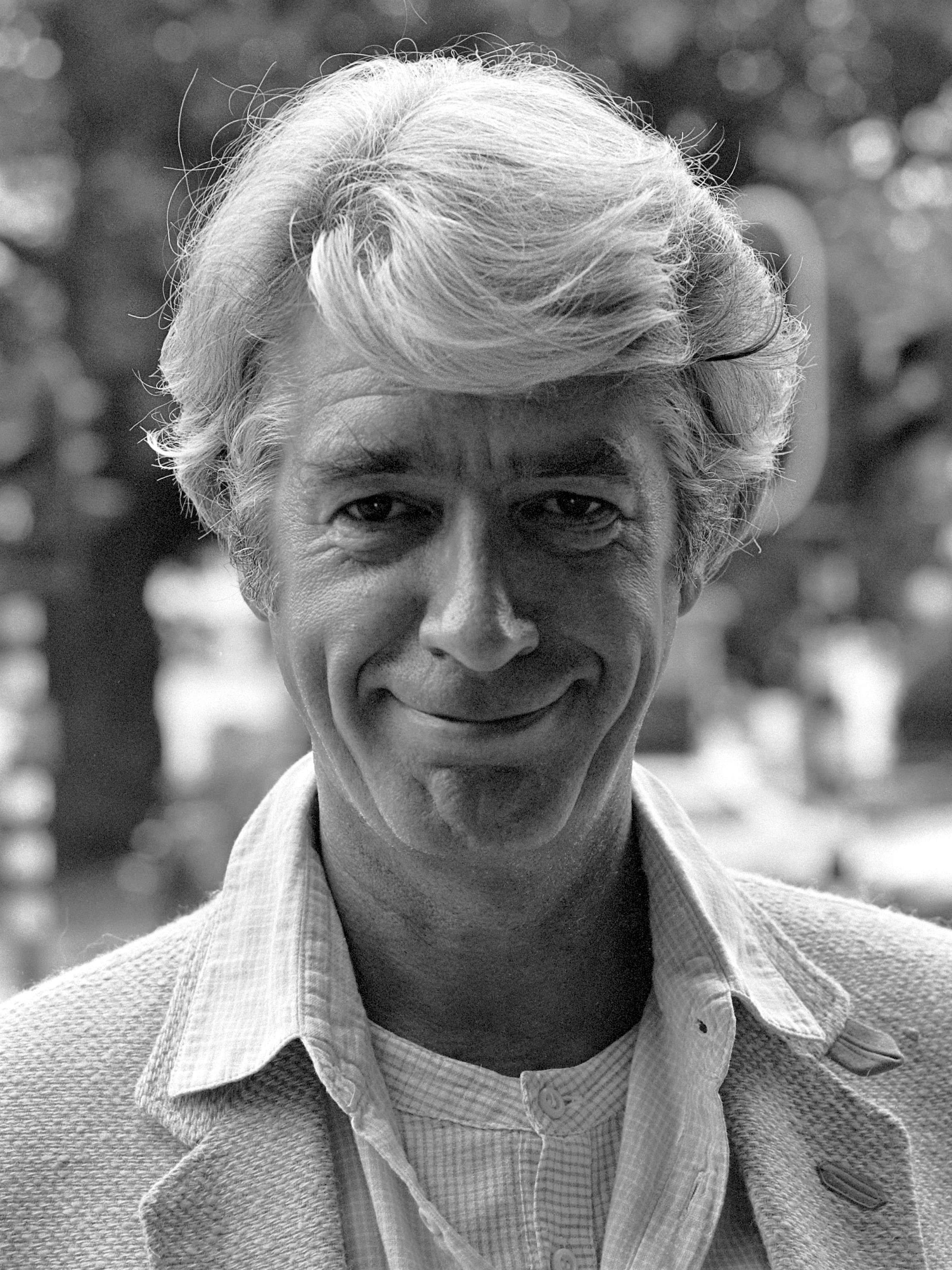
Rudi Carrell († 2006)

- 2006: Rudi Carrell, niederländischer Showmaster
- 2006: John Money, neuseeländischer Psychologe und Sexualforscher
- 2007: Hias, österreichischer Sänger und Entertainer
- 2007: Anne McLaren, britische Entwicklungsbiologin und Genetikerin

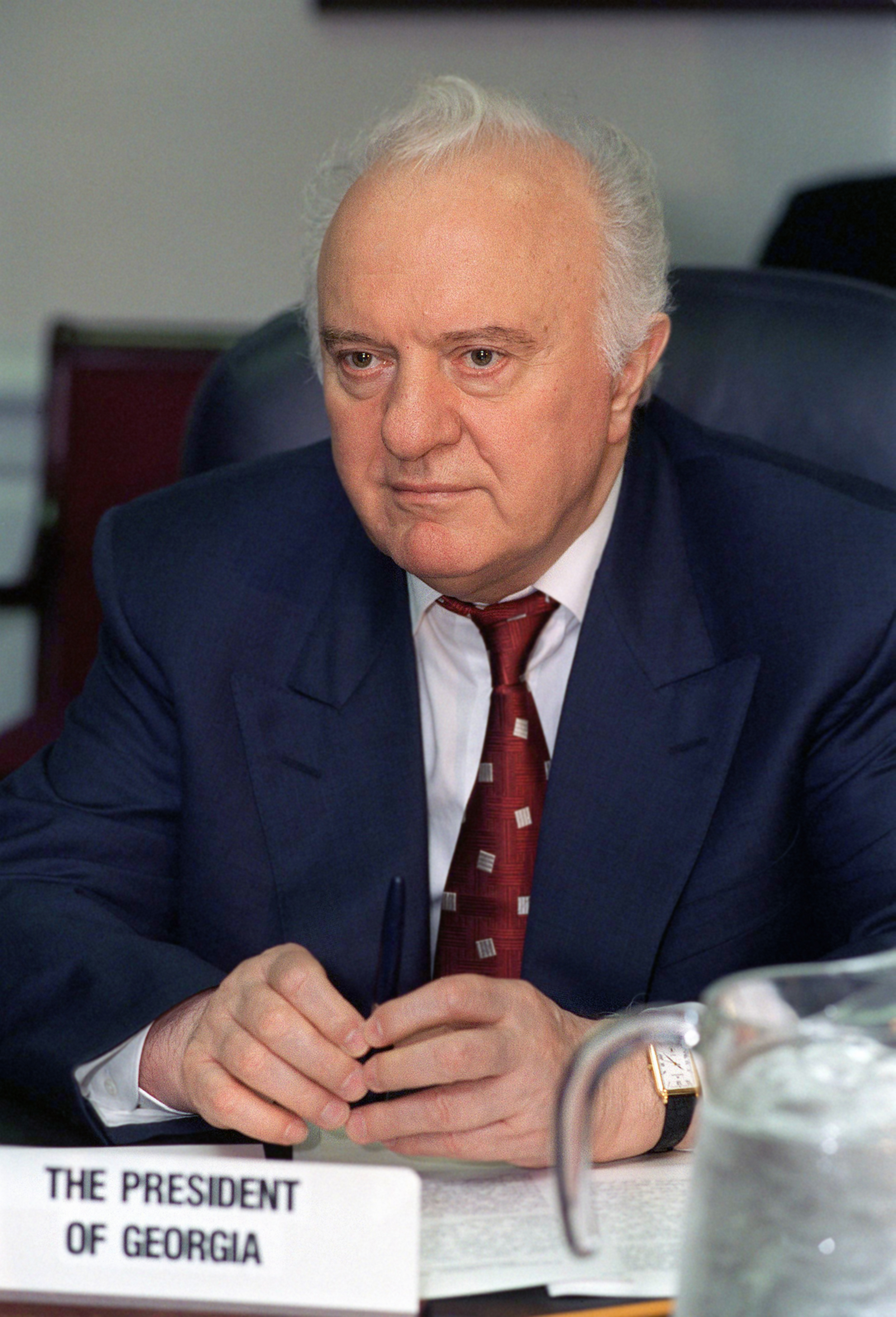
Eduard Schewardnadse († 2014)

- 2007: John Szarkowski, US-amerikanischer Fotografie-Kunsthistoriker und Fotograf
- 2008: Anton Pointecker, österreichischer Schauspieler
- 2008: Peter Seeger, deutscher Komponist, Musikpädagoge und Dirigent
- 2009ː Sabine Ball, deutsche Evangelistin und Betreiberin sozialer Projekte
- 2010: John Gunn, US-amerikanischer Automobilrennfahrer
- 2011: Theodore Lux Feininger, deutsch-US-amerikanischer Photograph und Maler
- 2011: Ekke Lindermann, deutscher Eishockeytorwart
- 2012: Leon Schlumpf, Schweizer Politiker
- 2013: Joe Conley, US-amerikanischer Schauspieler
- 2014: Horst Bollmann, deutscher Schauspieler
- 2014: Alfredo Di Stéfano, argentinisch-spanischer Fußballspieler und -trainer
- 2014: Eduard Schewardnadse, sowjetisch-georgischer Politiker

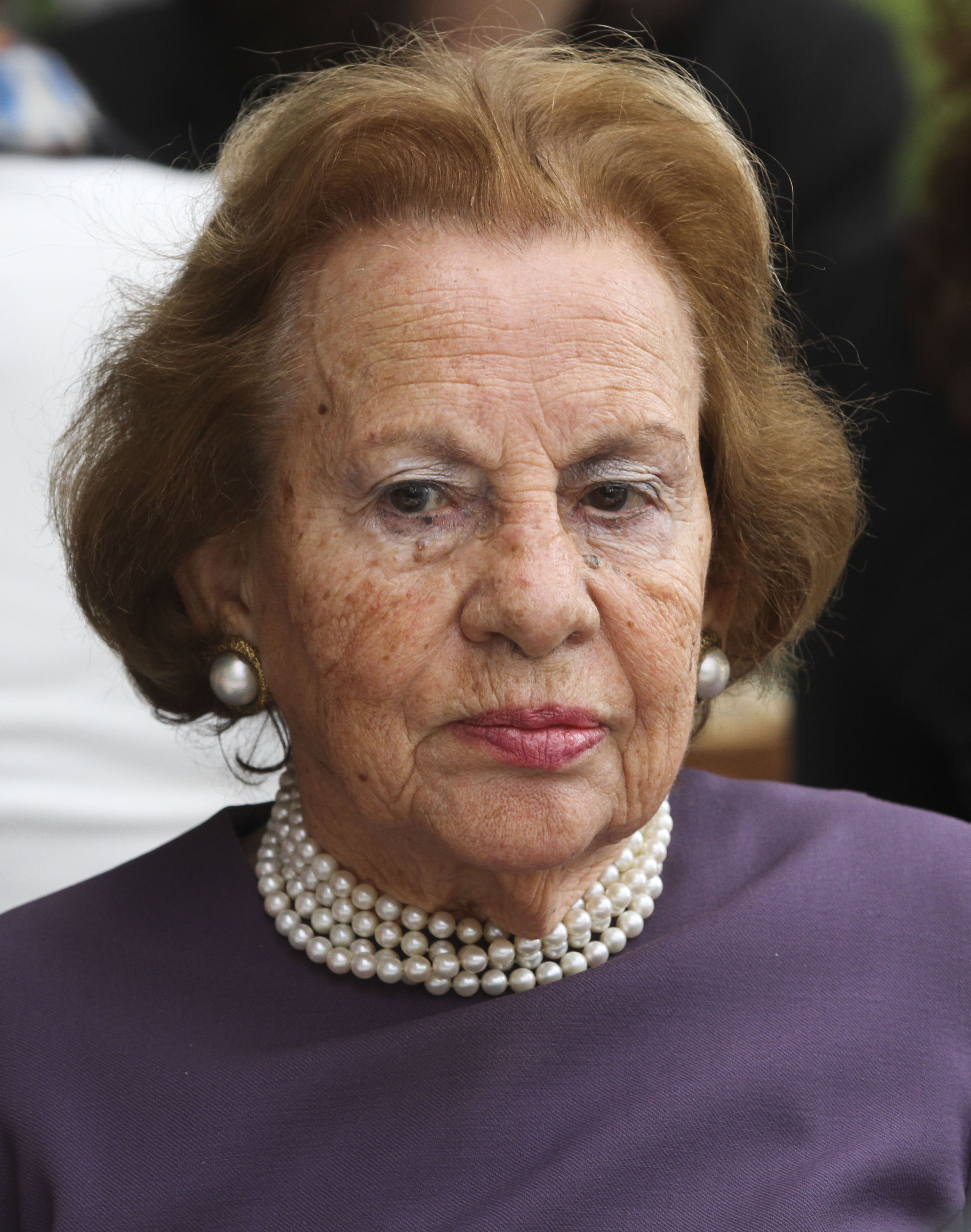
Maria Barroso († 2015)

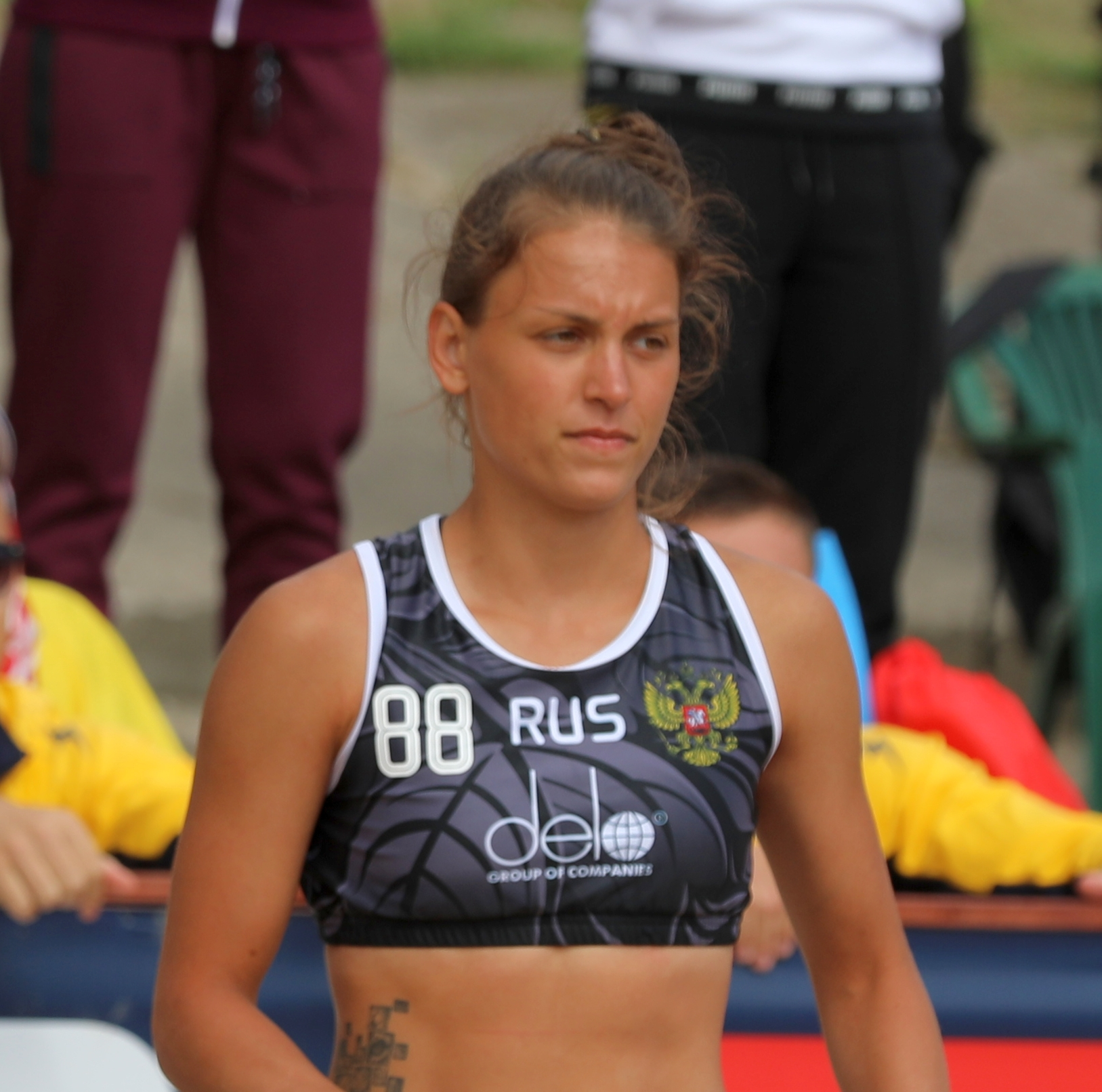
Ekaterina Koroleva († 2019)

- 2015: Maria Barroso, portugiesische Schauspielerin und Politikerin
- 2015: John Greenwood, US-amerikanischer Automobilrennfahrer
- 2015: Sabine Zimmerebner, österreichische Höhlenforscherin
- 2016: Turgay Şeren, türkischer Fußballspieler und -trainer
- 2016: Wolfram Siebeck, deutscher Gastronomiekritiker und Autor
- 2017: Werner Hamacher, deutscher Philosoph und Komparatist
- 2017: Marina Ratner, US-amerikanische Mathematikerin
- 2018: Michel de Bourbon-Parma, französischer Geschäftsmann und Automobilrennfahrer
- 2018: William Dunlop, britischer Motorradrennfahrer
- 2019: Artur Brauner, deutscher Filmproduzent polnischer Herkunft
- 2019: Jekaterina Alexandrowna Koroljowa, russische Handballspielerin
- 2020: Millicent S. Ficken, US-amerikanische Zoologin
- 2020: Jay Severin, US-amerikanischer Radiomoderator und -kommentator
- 2020: Roger Vonlanthen, Schweizer Fußballspieler und -trainer
- 2020: Wolfgard Voß, deutsche Turnerin
- 2021: Manfred Brümmer, deutscher Autor, Schauspieler und Dramaturg
- 2021: Ahmad Dschibril, palästinensischer Politiker
- 2021: Keshav Dutt, indischer Hockeyspieler
- 2021: Jovenel Moïse, haitianischer Politiker und Unternehmer, Staatspräsident
- 2021: Carlos Reutemann, argentinischer Automobilrennfahrer und Politiker
- 2022: Klaus Lemke, deutscher Filmemacher
- 2025ː Sabine Klamroth, deutsche Juristin und Autorin

## Feier- und Gedenktage
- Kirchliche Gedenktage
  - Tilman Riemenschneider, deutscher Bildhauer und -schnitzer (evangelisch)
- Namenstage
  - Odo, Willibald
- Weitere Informationen zum Tag
  - Japan: Tanabata, Sternenfest

Weitere Einträge enthält die Liste von Gedenk- und Aktionstagen.